# Arco (architettura)

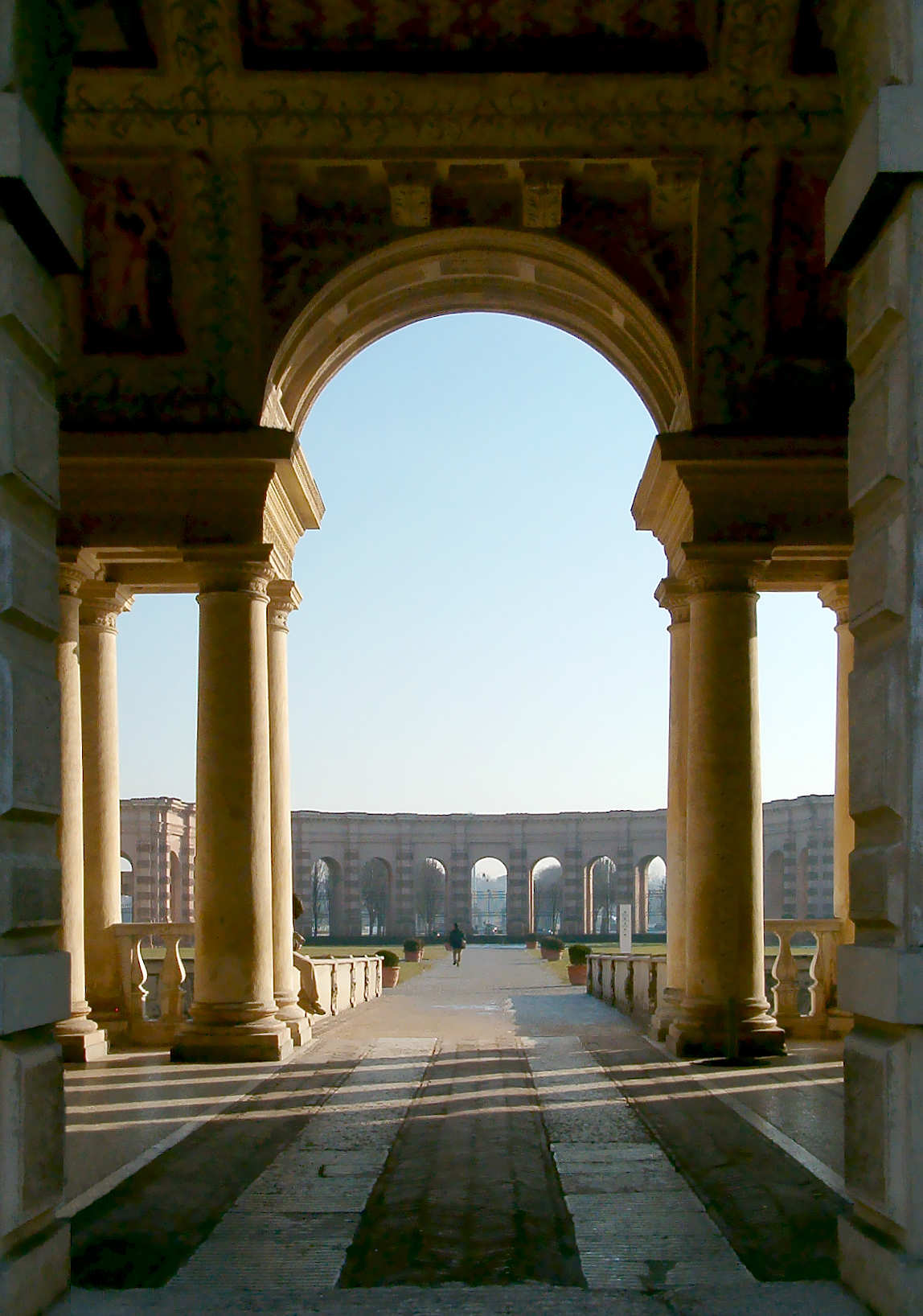
Arco in una serliana a Palazzo Te (Mantova)

L'arco, in architettura, è un elemento strutturale a forma curva che si appoggia su due piedritti e tipicamente (ma non necessariamente) è sospeso su uno spazio vuoto.
È costituito normalmente da conci, cioè pietre tagliate, o da laterizio, i cui giunti sono disposti in maniera radiale verso un ipotetico centro: per questo hanno forma trapezoidale e sono più propriamente detti cunei; nel caso di una forma rettangolare (tipica dei mattoni) hanno bisogno di essere uniti da malta che riempia gli interstizi; essenzialmente l'arco con cunei non ha bisogno di essere sostenuto da malta, stando perfettamente in piedi anche a secco, grazie alle spinte di contrasto che si annullano tra concio e concio.
Il cuneo fondamentale che chiude l'arco e mette in atto le spinte di contrasto è quello centrale: la chiave d'arco, o, più comunemente detta, chiave di volta.
L'arco è una struttura bidimensionale, nel senso che la sua profondità è funzionalmente trascurabile rispetto ad altezza e larghezza, e viene spesso utilizzato per sovrastare aperture. Per costruire un arco si ricorre tradizionalmente a una particolare impalcatura lignea, chiamata centina.
L'arco è anche alla base di strutture tridimensionali, nel senso che la sua profondità ha dimensioni comparabili con l'altezza e la larghezza, come la volta, che è ottenuta geometricamente dalla traslazione o dalla rotazione di archi. Nel caso di volte complesse come le volte a crociera, gli archi costitutivi vengono distinti in base alla loro posizione (archi trasversali, longitudinali, ecc).

## Storia

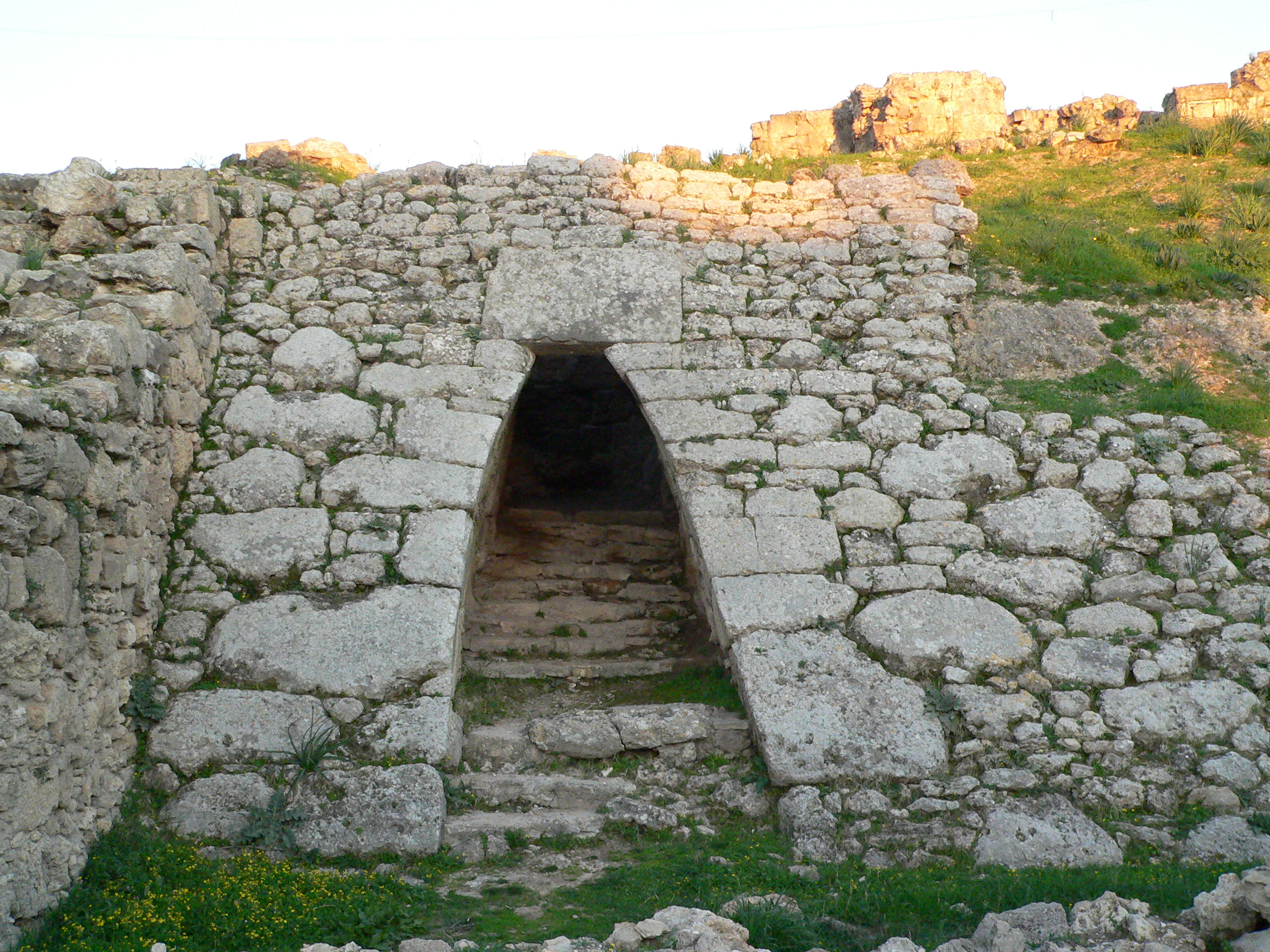
Falso arco a Ugarit

Anche se è impossibile datare esattamente l'anno di nascita dell'arco, si può affermare che il primo esempio di struttura semicircolare non è l'arco, bensì la volta: i primi resti di strutture che utilizzano la struttura ad arco sono le volte a corsi inclinati (volta nubiana) realizzate in Mesopotamia (l'esempio più antico tra quelli noti è la grande sala a Tepe Gawra, risalente al IV millennio a.C.) e Basso Egitto fra il IV e III millennio a.C. (tra gli esempi noti vi è la tomba di Helwan, risalente al 3000 a.C. e l'ingresso ad arco in una tomba mastaba a Giza risalente al 2600 a.C.).
Probabilmente si arrivò al concetto di arco (in cui i singoli conci lavorano a compressione e, tra loro, si serrano per attrito) passando attraverso le strutture cosiddette a "falso arco". Sono queste le strutture a capanna, formate da due semplici elementi inclinati l'uno contro l'altro.
Il concetto di coprire una luce con dei conci, e non con un unico elemento (l'architrave), si ampliò con le strutture a conci orizzontali sovrapposti che vanno via via a stringere verso l'alto (esempio tipico di quest'altro falso arco è la Porta dei Leoni a Micene e anche altre strutture minoiche). 

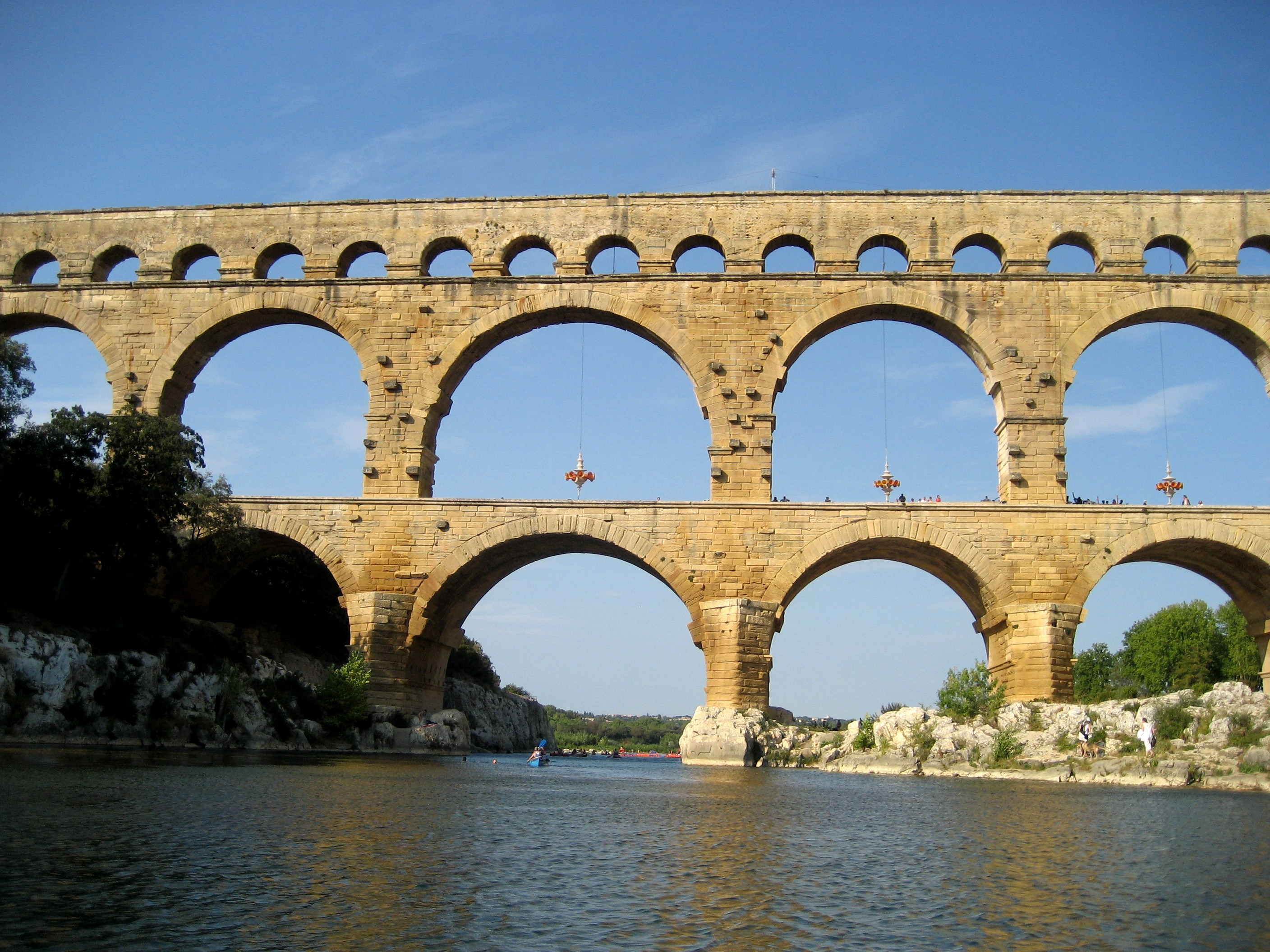
Un capolavoro dell'architettura romana: il Pont du Gard.

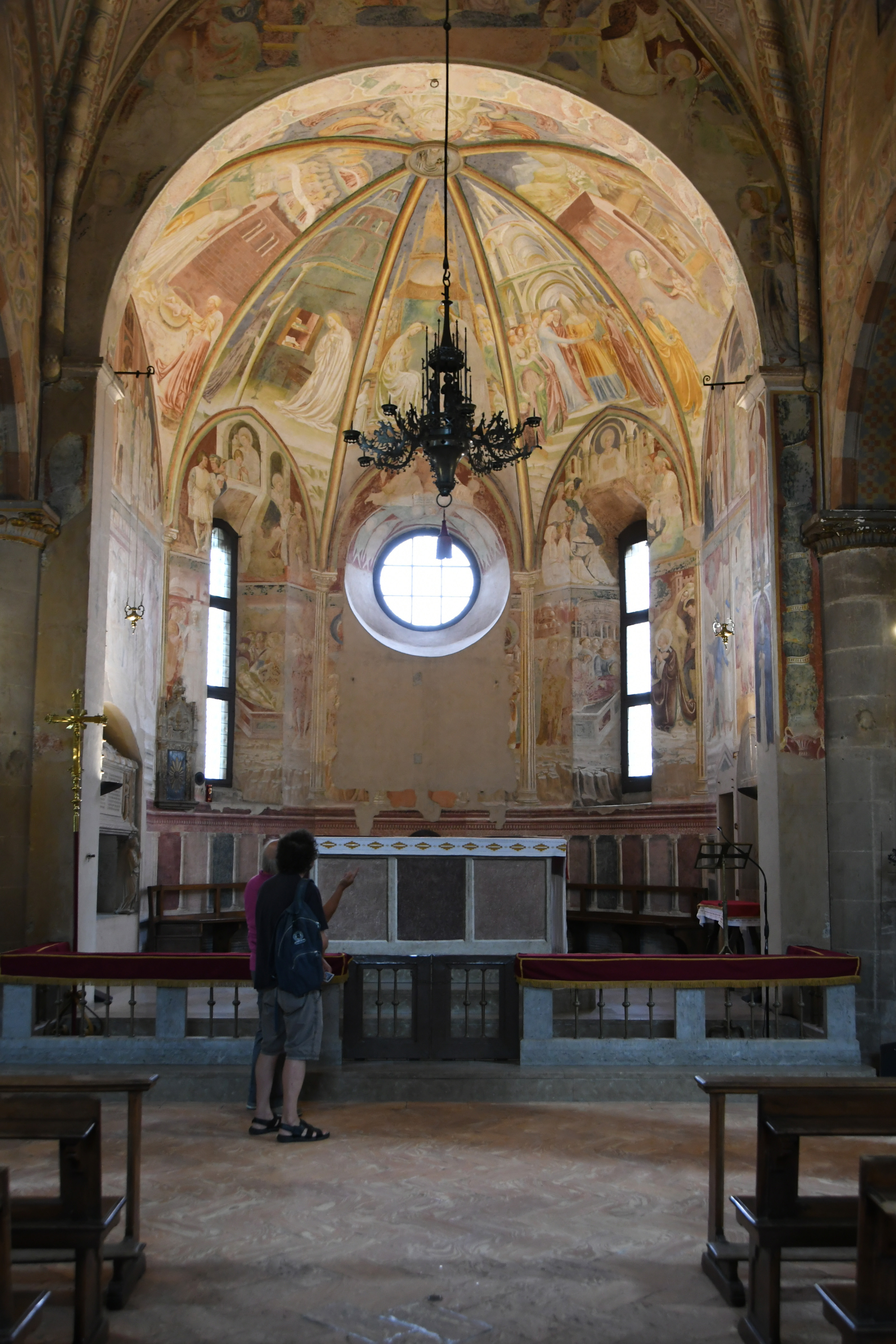
Arco che separa il presbiterio dal transetto nella Collegiata di Castiglione Olona (Varese). La collegiata fu progettata dai fratelli Giovanni, Pietro e Alberto Solari. Gli affreschi sono di Masolino da Panicale, Paolo Schiavo e Lorenzo di Pietro detto il Vecchietta.

Tuttavia, queste strutture non lavorano come un arco e non possono essere definite tali: sono ad ogni modo state importanti come tappa tecnica verso la definizione chiara del concetto di arco.
L'archeologo C.L. Woolley afferma che fu un arco a tutto sesto il primo arco costruito nella storia dell'Umanità. In The excavation of Ur afferma di aver individuato nel piccolo arco semicircolare di E Dublal-Mah, presso Ur, il primo esempio di struttura ad arco utilizzato nella facciata di un edificio e fuori terra. Tuttavia l'esempio riconosciuto da Woolley risale al XV secolo a.C. e l'arco era già da secoli utilizzato per coprire i canali di scolo e i condotti sotterranei nella stessa regione mesopotamica.
L'arco propriamente detto non venne mai utilizzato nelle strutture monumentali nell'arte greca, se non in casi rari come i due piccoli archi, o meglio volticciole nel basamento del tempio di Apollo a Didima e la "Porta Rosa", una sorta di tunnel di collegamento tra i due versanti di Elea, città della Magna Grecia situata nel Cilento. Tuttavia l'elemento non era ignoto ai Greci, che usavano realizzare postierle chiuse da archi a mensola lungo le mura urbiche, come testimoniato in più punti dalle mura dionigiane a Siracusa. Conosciamo persino un precocissimo arco ogivale o a sesto acuto, sempre a mensola, nelle mura Timoleontee a Gela.
L'arco in muratura conosce in Italia il suo uso massiccio inizialmente a partire dagli etruschi, i quali usano il tutto sesto e introducono nella costruzione delle porte oltre che nelle strutture ipogee questa forma architettonica. Successivamente nell'arte romana trova il suo sviluppo più diffuso.
In Occidente, poi, si diffonde l'arco rialzato, una caratteristica peculiare dello stile moresco, mentre l'arco a tutto sesto fu ancora utilizzato in tutta l'architettura tardo-romana e romanica; esempi di arco si trovano però anche nell'architettura paleocristiana, anche se non ne era un elemento determinante e distintivo quanto nell'architettura romanica. Larga diffusione nel gotico ebbe l'arco a sesto acuto. Nell'architettura moderna, l'arco "parabolico", già usato nelle arcate di alcuni ponti più antichi, è stato introdotto per coprire aperture da Antoni Gaudí (più propriamente nella forma di arco di "catenaria") nelle sue opere a Barcellona ha rappresentato l'ultima innovazione di uno degli elementi architettonici più antichi.
Negli ambienti interni una struttura ad arco in muratura può separare due ambienti come, ad esempio, nelle Chiese, dove un grande arco, detto trionfale, introduce e nobilita l’area del presbiterio, separandola dalla navata centrale o dal transetto.

## Nomenclatura dell'arco

Nomenclatura dell'arco: (1) chiave di volta; (2) cuneo; (3) estradosso; (4) piedritto; (5) intradosso; (6) freccia; (7) corda o interasse; (8) rinfianco.

I numeri tra parentesi nel testo si riferiscono all’immagine a fianco.
- Chiave d'arco (o di volta) (1): il cuneo centrale alla sommità dell'arco.
- Cuneo (2): ciascuna pietra dell'arco, tagliata a forma trapezoidale.
- Estradosso (3): la superficie esteriore dell'arco (di solito nascosta).
  - Linea di estradosso: la linea che delimita l'archivolto superiormente (a differenza della linea d'intradosso può anche non essere curva, per es. poligonale, a gradoni, sfaccettata, ecc.).
- Piedritto o spalla (4): è il sostegno generico sul quale si appoggia un arco (può essere anche una colonna, un pilastro...)
- Intradosso (5): la superficie inferiore dell'arco.
  - Linea di intradosso: la linea curva che delimita l'archivolto inferiormente.
- Freccia (o saetta, o monta) (6): è la distanza massima verticale tra la sommità dell'intradosso e la linea d'imposta dell'arco.
- Luce (o corda) (7): è la distanza tra i due piedritti; tranne che nel caso di arco asimmetrico, si misura sulla linea d'imposta.
- Rinfianco (8): struttura muraria che circonda l'arco e ne sostiene le spinte laterali.
- Linea o piano d'imposta: la retta orizzontale che passa dove inizia l'arco e finiscono i piedritti; nel caso di arco asimmetrico (con piedritti di diversa altezza) esistono due diverse linee d'imposta.
- Archivolto (o fronte): la faccia dell'arco; può essere formata da una o più ghiere.
- Spessore: la distanza tra le linee di intradosso ed estradosso.
- Larghezza: la profondità dell'intradosso.
- Sesto: è il rapporto tra la freccia e la semicorda. Quando questo è uguale a uno, l'arco viene detto "a tutto sesto" o "a pieno centro"; quando è maggiore di uno, l'arco si dice "a sesto acuto"; quando è minore di uno l'arco si dice "a sesto scemo" o "ribassato". Anticamente "sesto" indicava il compasso, per cui un arco a tutto sesto era un arco nel cui disegno il compasso faceva un semigiro.
- Reni o fianchi: zone disposte al di sopra del piano d'imposta a circa 30° dalla parallela alla linea d'imposta passante per il centro dell'arco (se tale retta non coincide con la linea d'imposta stessa); sono le parti più deboli di un arco, dove è più facile avere fratture in caso di cedimento del materiale.
- Armilla: struttura dell'arco con estradosso in vista, costituito da conci radiali di uguale altezza.

## Proprietà statiche

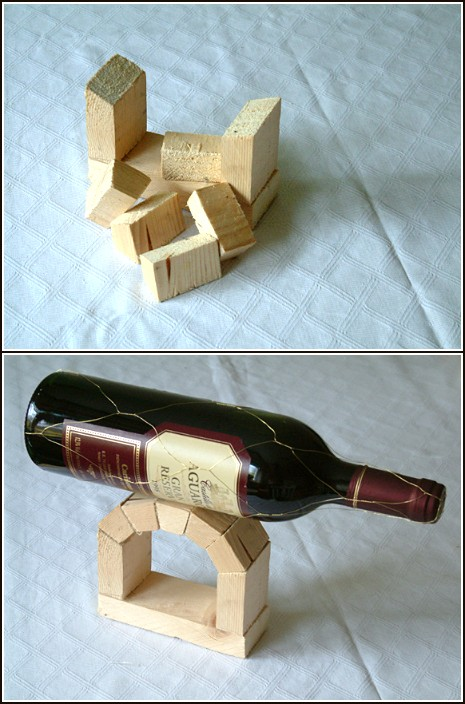
Esempio della capacità di un arco di sopportare un peso semplicemente per effetto della compressione e dell'attrito; le forze spingenti in questo caso sono bilanciate dalla trazione della base alla quale sono legati i sostegni

Da un punto di vista costruttivo l'arco svolge la stessa funzione dell'architrave, ma con un diverso funzionamento statico. Mentre infatti l'architrave è una struttura non spingente (che scarica cioè il peso solo in verticale), l'arco è una delle più tipiche strutture spingenti, perché genera spinte laterali, quindi anche orizzontali. Questo ha come vantaggio un più efficiente scarico della compressione dovuta al peso, permettendo l'apertura di luci molto più ampie, mentre ha come svantaggio una costruzione più complessa e la necessità di predisporre metodi per controbilanciare le spinte laterali.
Per reindirizzare le spinte laterali verso il basso si devono predisporre strutture che generino forze di controspinta o di trazione. Tra le strutture di controspinta esistono due tipi principali:
1. Strutture di sostegno laterale, che possono essere a loro volta strutture spingenti: frazionano gradualmente le spinte orizzontali fino ad annullarle (come contrafforti, archi rampanti o anche una solida cortina muraria - detta rinfianco - che assorba le spinte).
2. Strutture di sostegno verticale, che apportano pesi mirati sui sostegni, rafforzando i sostegni laterali e impedendo loro di piegarsi verso l'esterno; in effetti forzano le spinte laterali a indirizzarsi subito verso il basso (esempio tipico è il pinnacolo).

Le strutture di trazione sono essenzialmente dei tiranti ancorati saldamente ai punti di appoggio che bilanciano le spinte verso l'esterno con una trazione verso l'interno: sono tipici dei loggiati rinascimentali, soprattutto in area umbra e toscana.

## Tipologia
Gli archi possono essere di vari tipi, a seconda della forma geometrica e della funzione:

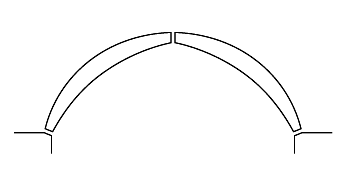
Arco triangolare (travi oblique accostate)
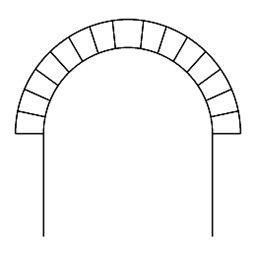
Arco a tutto sesto (o semicircolare)
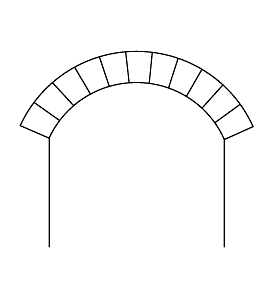
Arco ribassato (ma anche di segmento o a mezzo sesto)
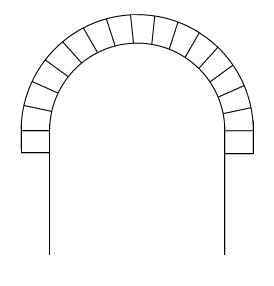
Arco rialzato
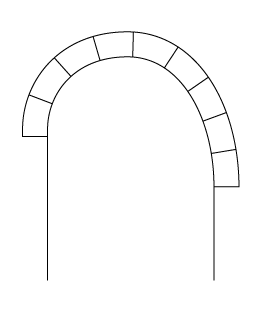
Arco asimmetrico o arco rampante
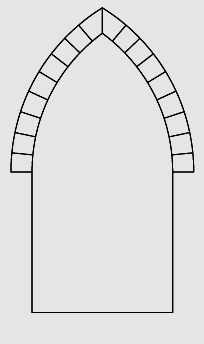
Arco a sesto acuto
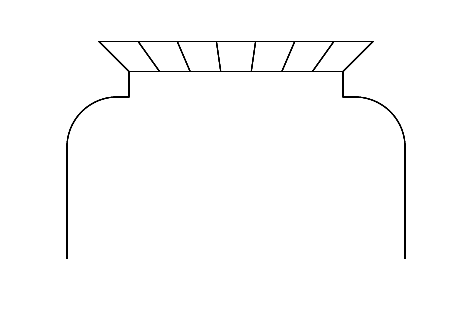
Piattabanda
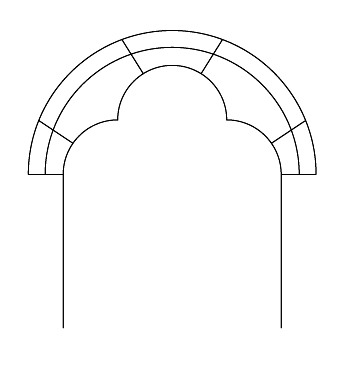
Arco trilobato
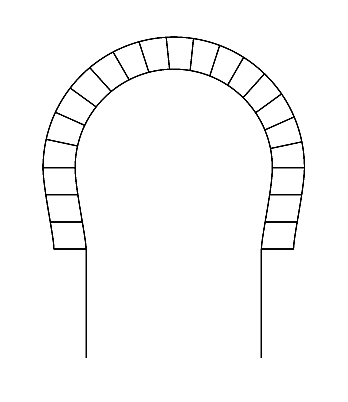
Arco a ferro di cavallo
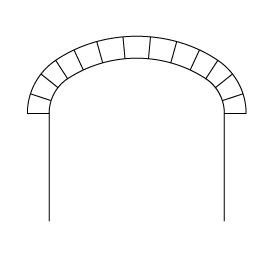
Arco tricentrico
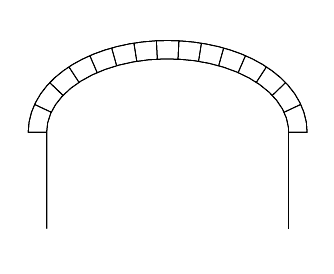
Arco ellittico
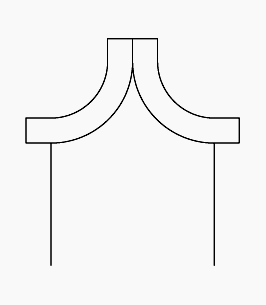
Arco inflesso
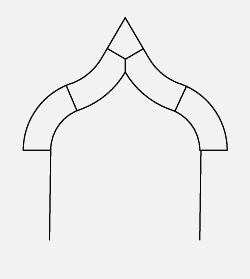
Arco ogivale convesso o arco inflesso
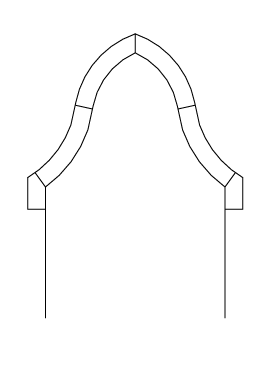
Arco ogivale concavo
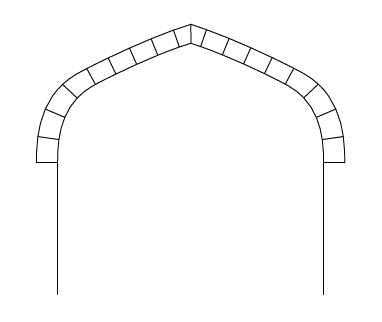
Arco Tudor
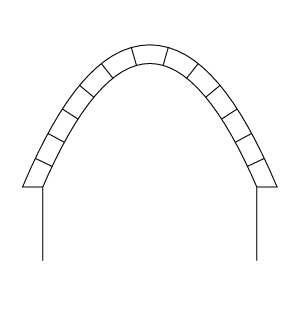
Arco catenario o parabolico

### Arco a tutto sesto

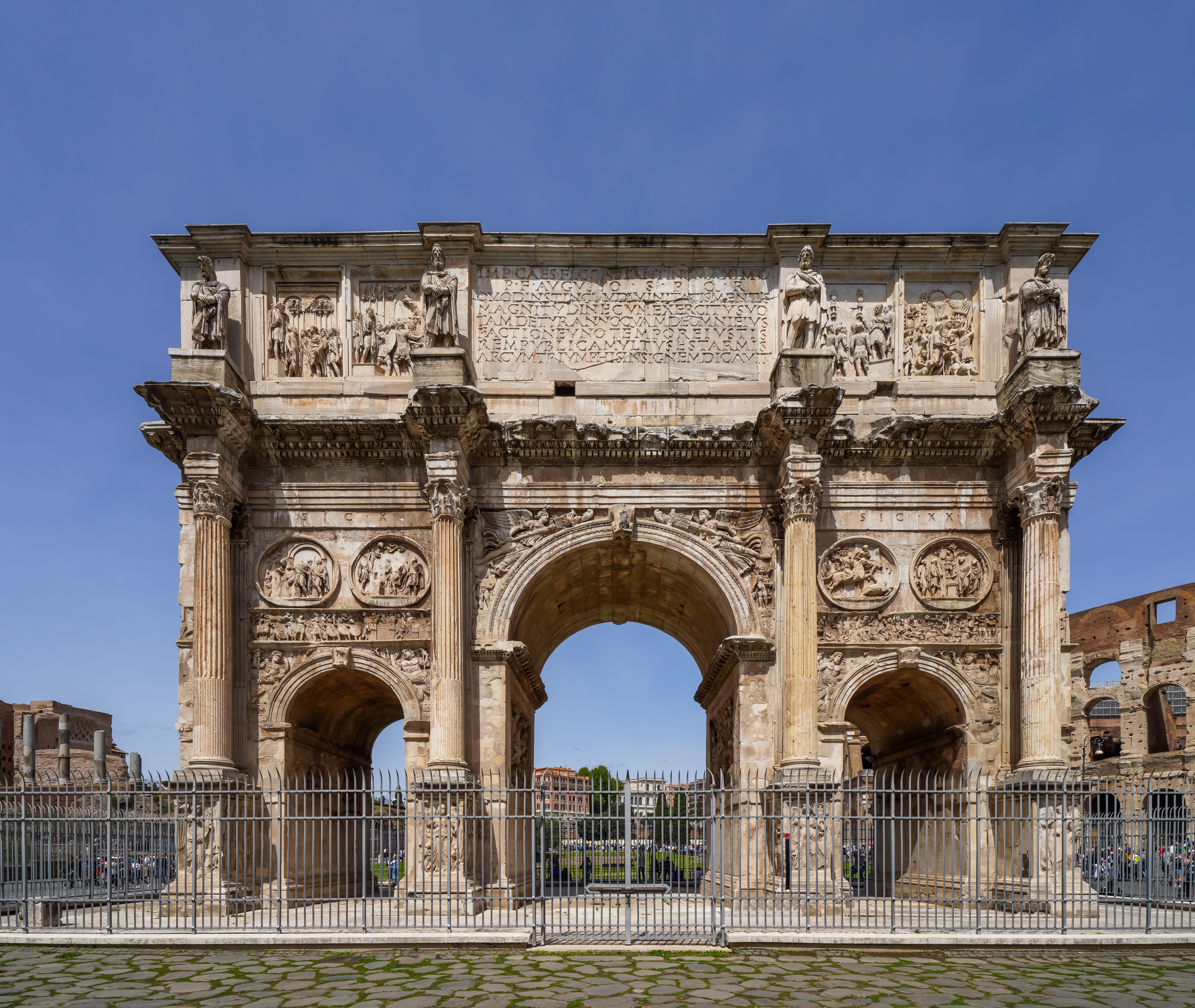
L'Arco di Costantino, a Roma, formato da tre archi a tutto sesto

L'arco a tutto sesto  o semicircolare è un tipo di arco contraddistinto da una volta a semicerchio. È detto anche arco a pieno centro. È il tipo più semplice di arco e prevede che il centro verso il quale convergono i giunti si trovi sulla linea d'imposta, cioè su quella linea che unisce i punti dove finiscono i sostegni e inizia l'arco.
L'utilizzo sistematico dell'arco a tutto sesto (e dell'arco in generale) si deve ai Romani, che lo appresero dalla poliedrica funzione che aveva tra gli etruschi e lo utilizzarono prevalentemente in funzione della praticità piuttosto che dell'estetica, pur senza escluderla. L'uso maggiore degli archi in successione ebbe luogo nella costruzione degli acquedotti.
La valenza estetica dell'arco a tutto sesto unito alla grammatica del sistema trilitico greco fu recuperata in toto dal Rinascimento italiano (in particolare da Filippo Brunelleschi, tra i primi), che seppe ulteriormente innovare ed evolvere il ruolo architettonico della forma dell'arco.

### Arco a sesto acuto

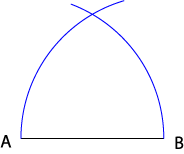
Costruzione geometrica equilatera: dato un segmento di estremi AB non coincidenti si punta in A con ampiezza AB e si traccia un arco, quindi si punta in B con la medesima apertura e si traccia un altro arco.

L'arco a sesto acuto, detto anche ogivale, è un arco bicentrico che contempla arcate appartenenti a circonferenze con raggio maggiore o uguale alla base dell'arco stesso.
Già nel VII secolo veniva impiegato in modo diffuso nell'architettura islamica, ma il suo frequente e sistematico uso nell'architettura occidentale si ha a partire dall'architettura normanna: a Lessay, Caen, Palermo, Monreale e Cefalù. Ebbe notevole sviluppo nell'architettura gotica. L'arco a sesto acuto presenta differenti vantaggi rispetto all'arco a tutto sesto. In particolare la risultante delle spinte dovute al peso proprio e ai carichi gravanti su di esso cade molto più vicino alla base del piedritto; con ciò si può fare a meno di grossi spessori murari che fungano da contrafforte. Un altro notevole vantaggio è la possibilità di realizzare volte a crociera ogivali capaci di coprire anche piante rettangolari; inoltre rispetto all'arco a tutto sesto, a parità di lunghezza della corda, si ha un'apertura più alta e slanciata.
Quest'insieme di nuove tecniche costruttive modificò la fisionomia degli edifici, che divennero proiettati verso l'alto, come le famose cattedrali di quel periodo. Il maggiore verticalismo creava la necessità di controbilanciare le spinte dell'alta navata centrale, e di ricondurle verso i contrafforti; per questo vennero adoperati gli archi rampanti.

### Arco ribassato

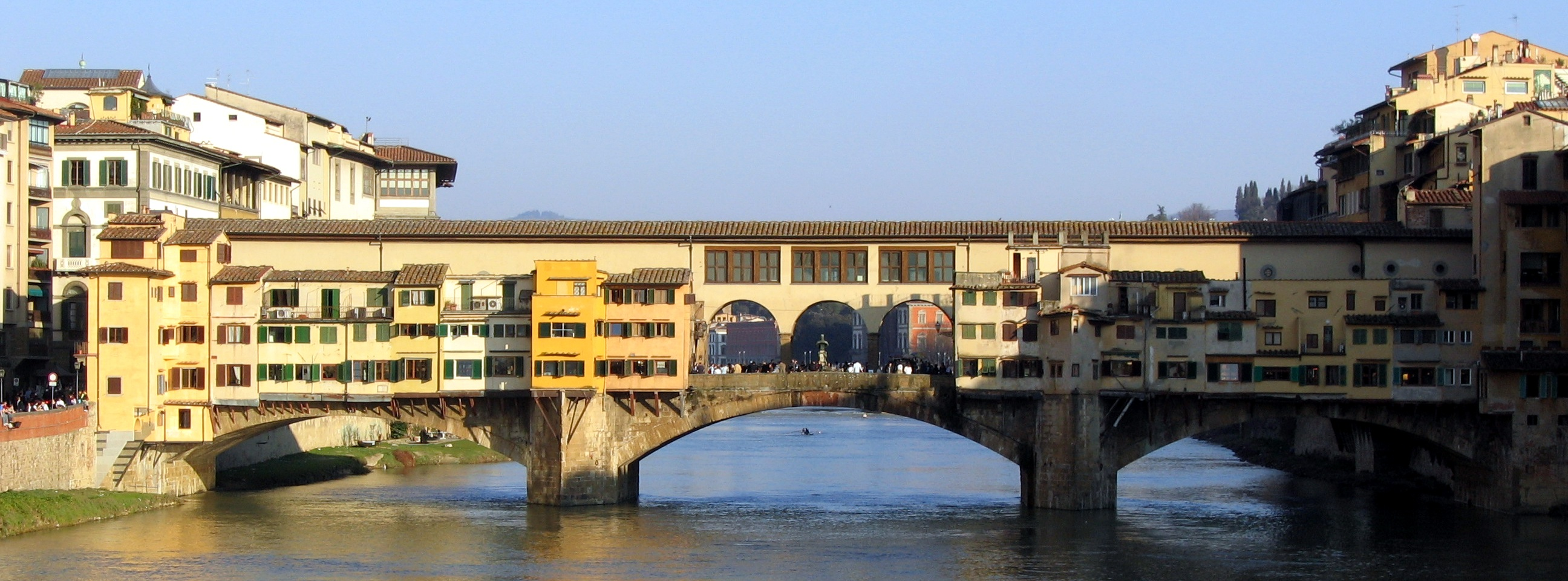
I possenti archi ribassati del ponte Vecchio di Firenze rendono possibile il valico dell'Arno con sole tre campate

Un arco si dice ribassato (o anche "scemo") quando il rapporto fra la freccia e la catena è inferiore ad 1, ovvero quando il centro verso il quale tendono i giunti dei cunei si trova più in basso della linea d'imposta. È un tipo di arco più economico e meno impegnativo; a parità di larghezza della luce l'arco ribassato genera un'apertura più bassa. La sua principale applicazione si ha nella costruzione di ponti, per esempio nella ricostruzione nel XIV secolo del Ponte Vecchio di Firenze in cui per la prima volta si impiegò questo tipo di arco per diminuire il numero di valichi del ponte e conseguentemente l'ingombro del letto del fiume in caso di piena. Non mancano però esempi di archi ribassati inseriti nella muratura di edifici soprattutto medievali, con estradosso e intradosso nascosti, usati come rinforzi della superficie muraria, soprattutto al di sopra di aperture (sebbene le aperture stesse presentino magari un architrave, o un doppio arco); un esempio è il suo impiego nell'arco senese usato estensivamente nell'architettura gotica di Siena. L'arco ribassato è tipico anche dell'architettura sei-settecentesca italiana, ad esempio nei chiostri dei monasteri costruiti in tale epoca.

### Arco rialzato e a ferro di cavallo
Un arco si dice rialzato (o oltrepassato, o a sesto oltrepassato) quando il centro verso il quale tendono i giunti si trova al di sopra della linea d'imposta.
È un tipo di arco che dà un effetto ancora più scenografico degli altri tipi, ma è anche il più debole staticamente, perché i reni o fianchi (la parte più debole) si trovano più o meno all'altezza del diametro del cerchio, il quale sporge oltre i piedritti e non è da questi sostenuto. Un esempio di questo tipo di arco è il cosiddetto arco a ferro di cavallo.
Utilizzi di questo arco si ritrovano nell'architettura islamica, come, per esempio, nella Grande moschea di Cordova. Più rari gli esempi nell'architettura occidentale.

### Altri tipi di arco

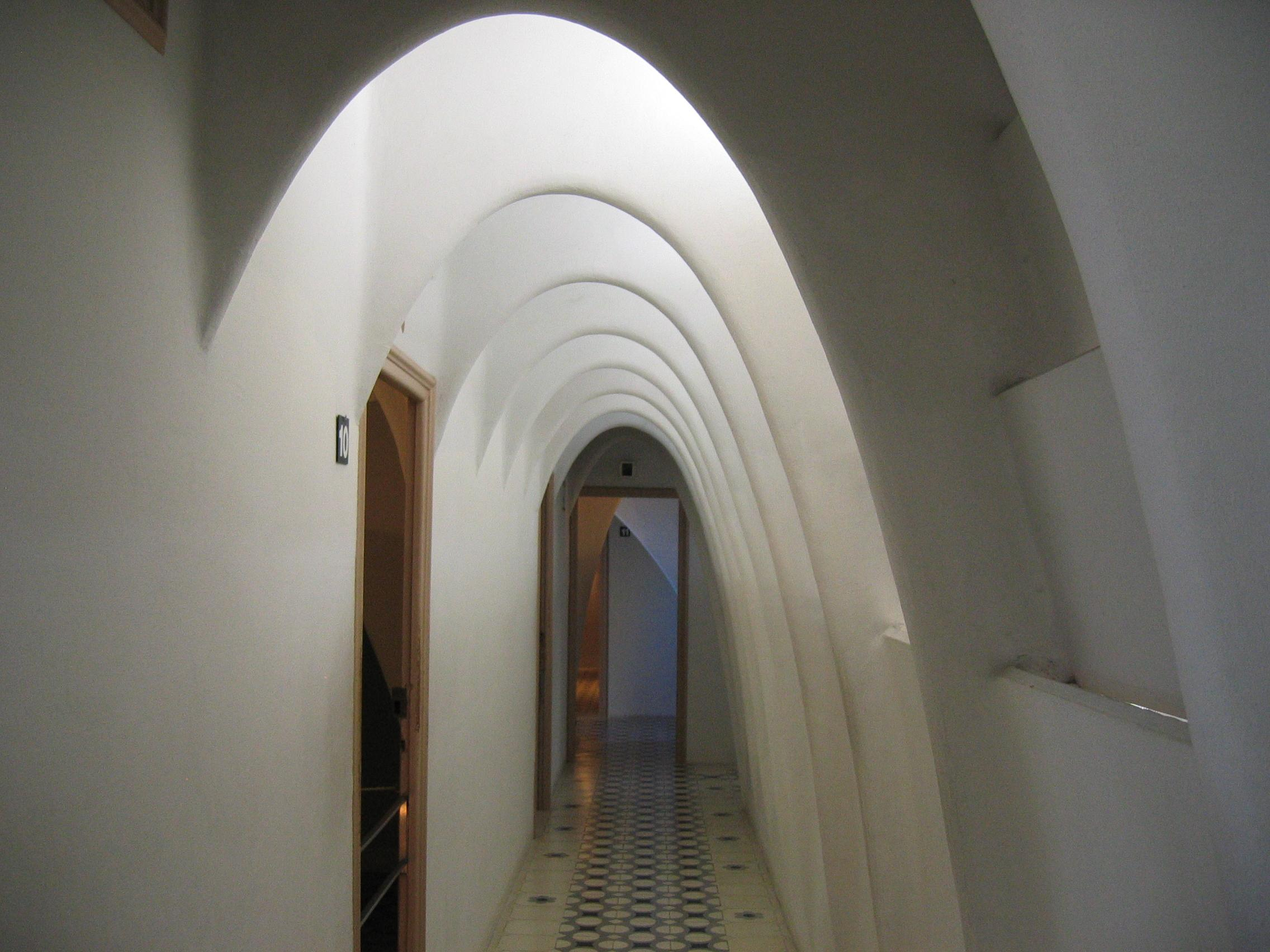
Archi catenari nella Casa Batlló, Barcellona

- Arco policentrico: è un tipo di arco nel cui intradosso sono presenti due o più curve che fanno riferimento a centri diversi, come nel caso dell'arco lobato.
- Arco asimmetrico: con due linee d'imposta, ovvero con piedritti ad altezze diverse; è il caso dell'arco rampante.
- Arco ellittico: nel quale la linea d'intradosso disegna un'ellissi.
- Arco catenario o arco parabolico: nel quale la linea d'intradosso disegna una catenaria o una parabola.
- Arco inflesso: un arco in cui la curva si inflette verso l'alto costituendo una punta.
- Arco lobato: un arco a cui si iscrivono dei lobi, o sezioni di archi.
- Arco polilobato: un arco a più lobi ripetuti.

### Schemi

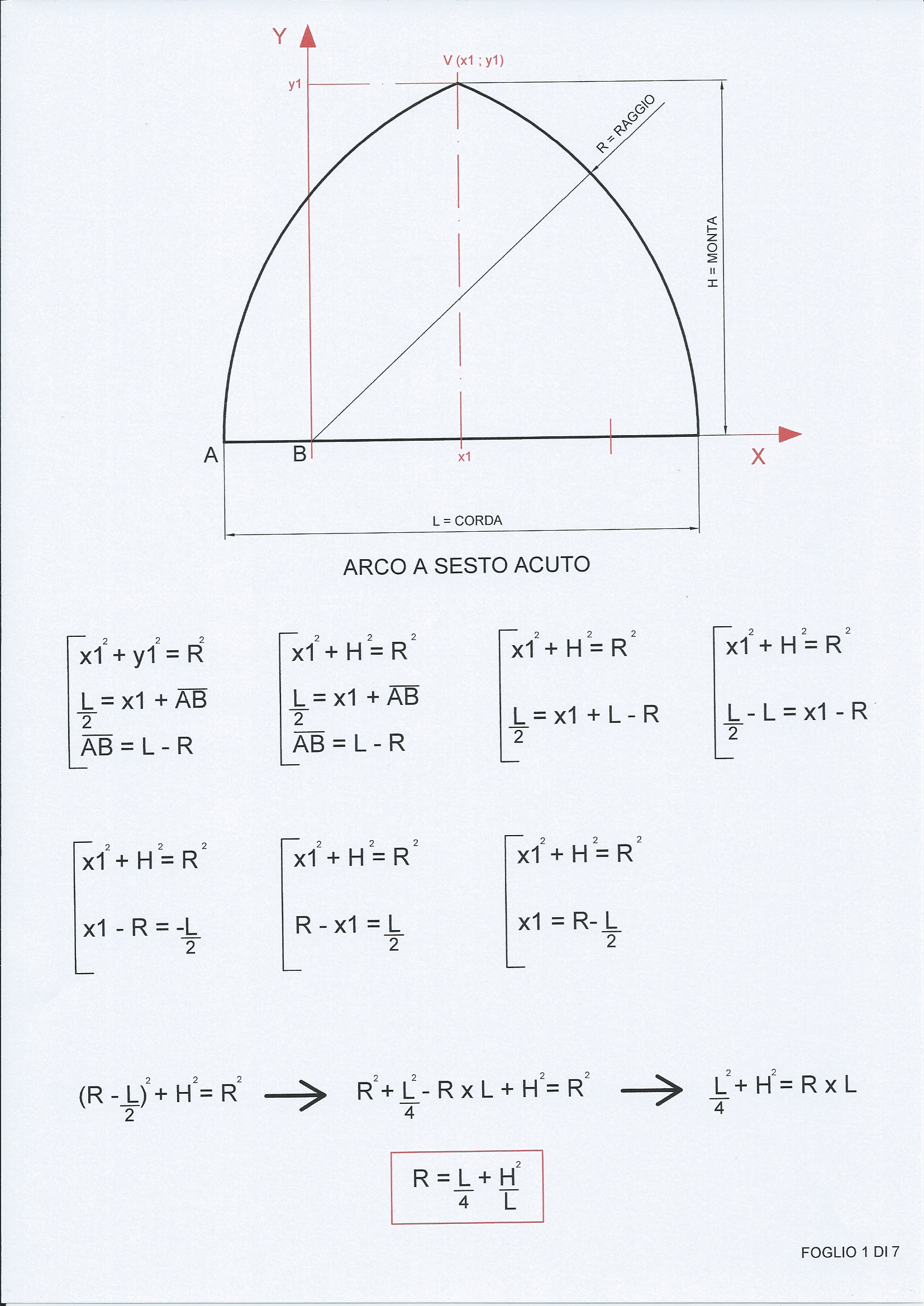
Equazione di un arco a sesto acuto
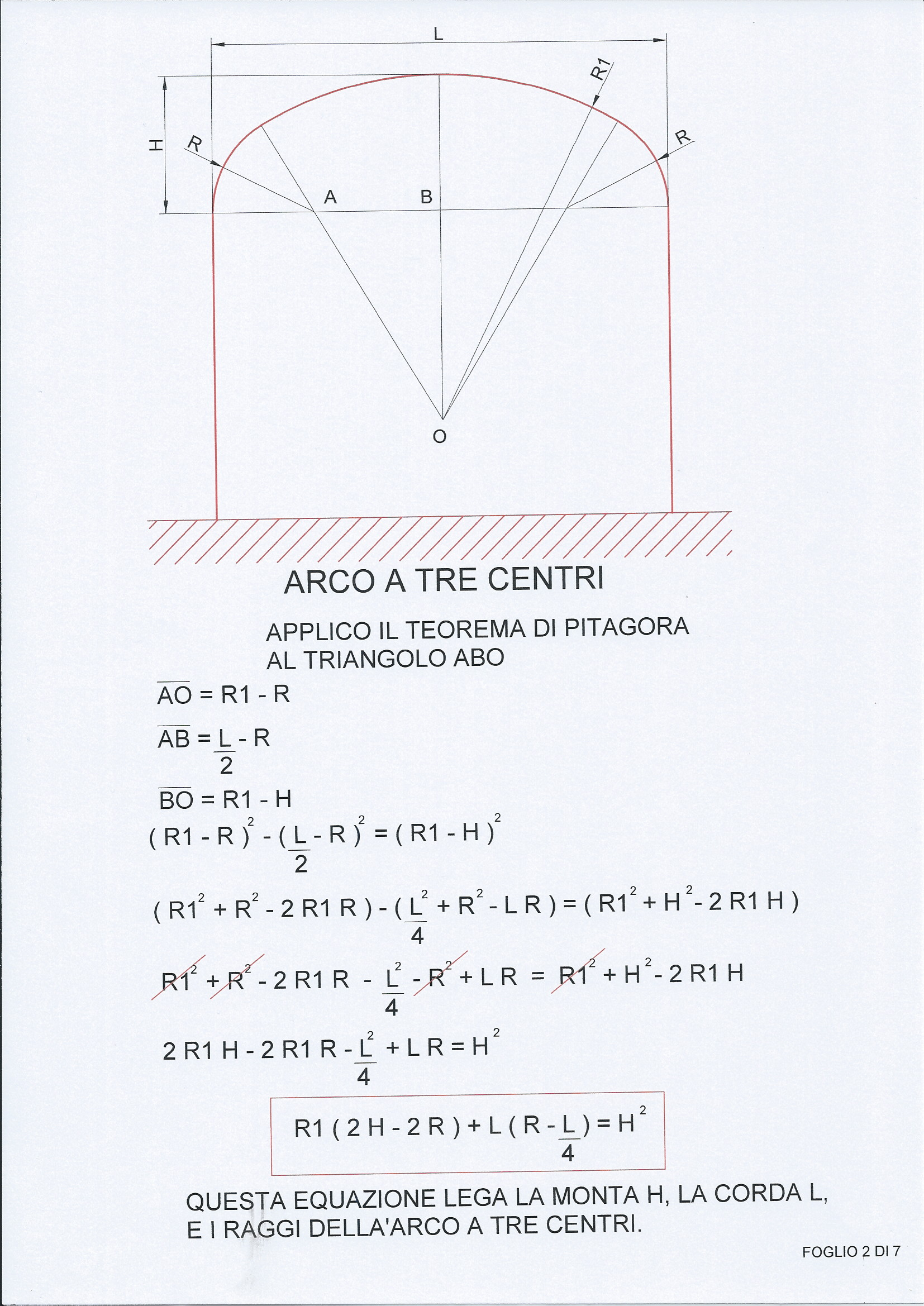
Equazione dell'arco a tre centri
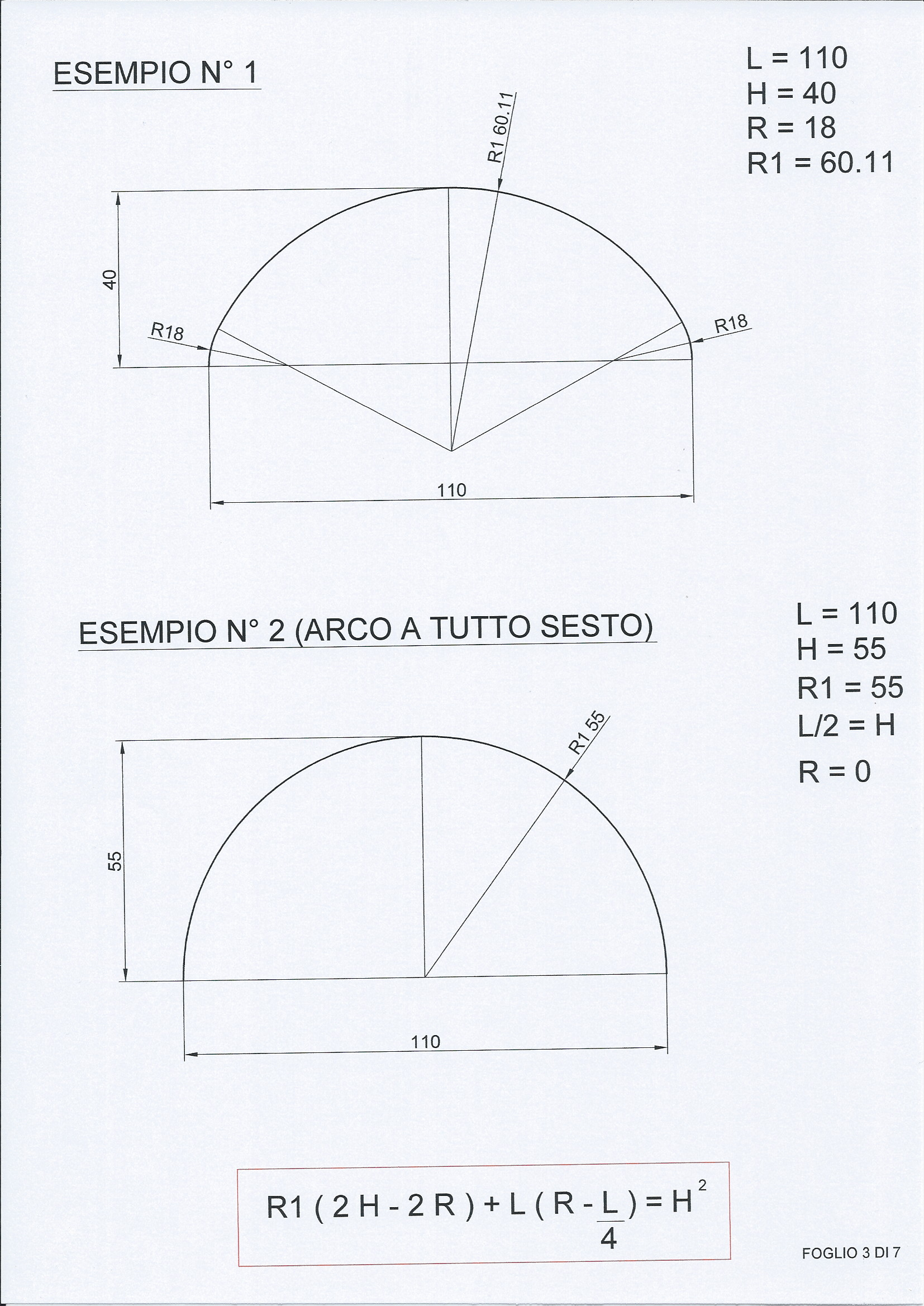
Esempio 1 e 2
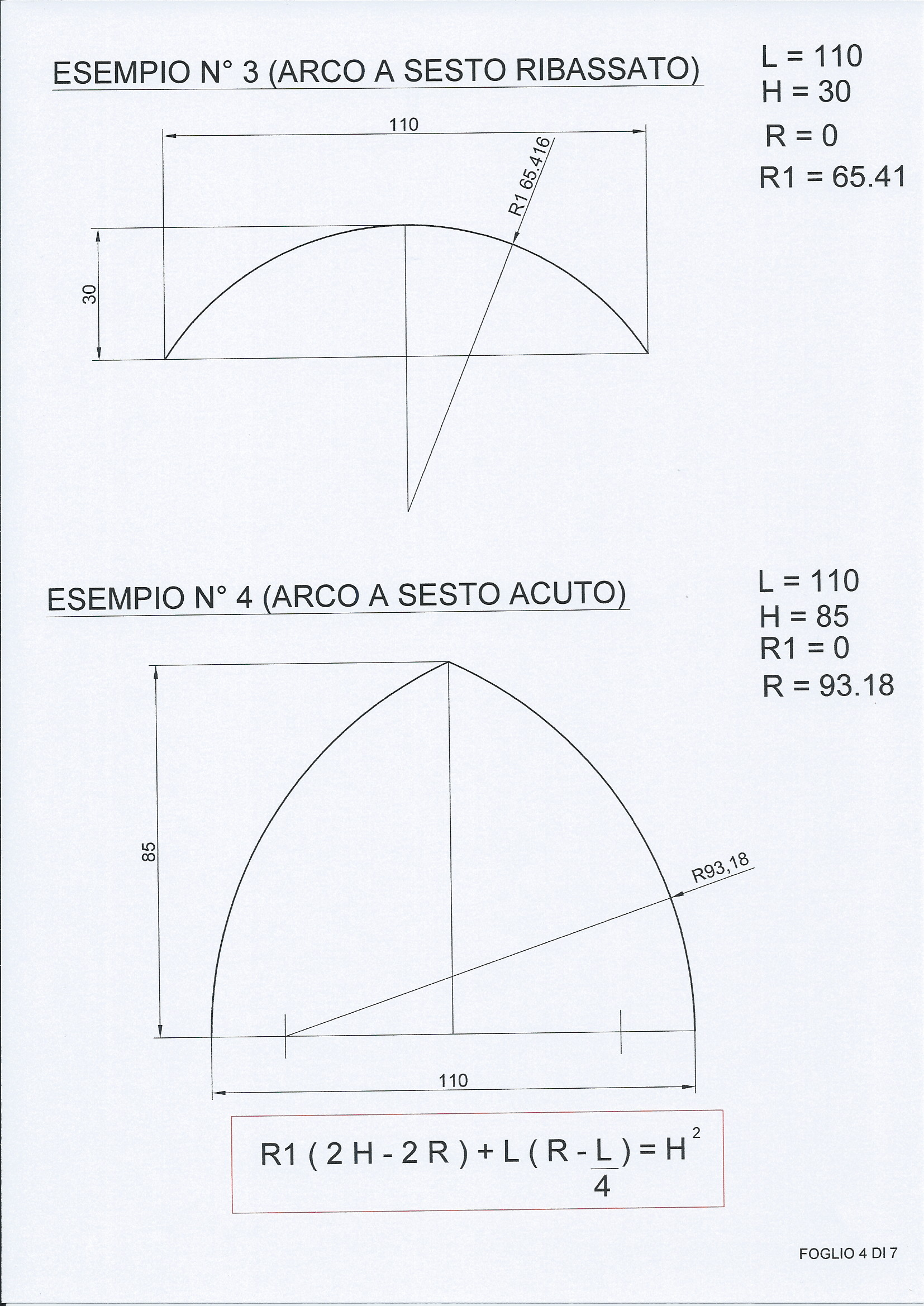
Esempio 3 e 4
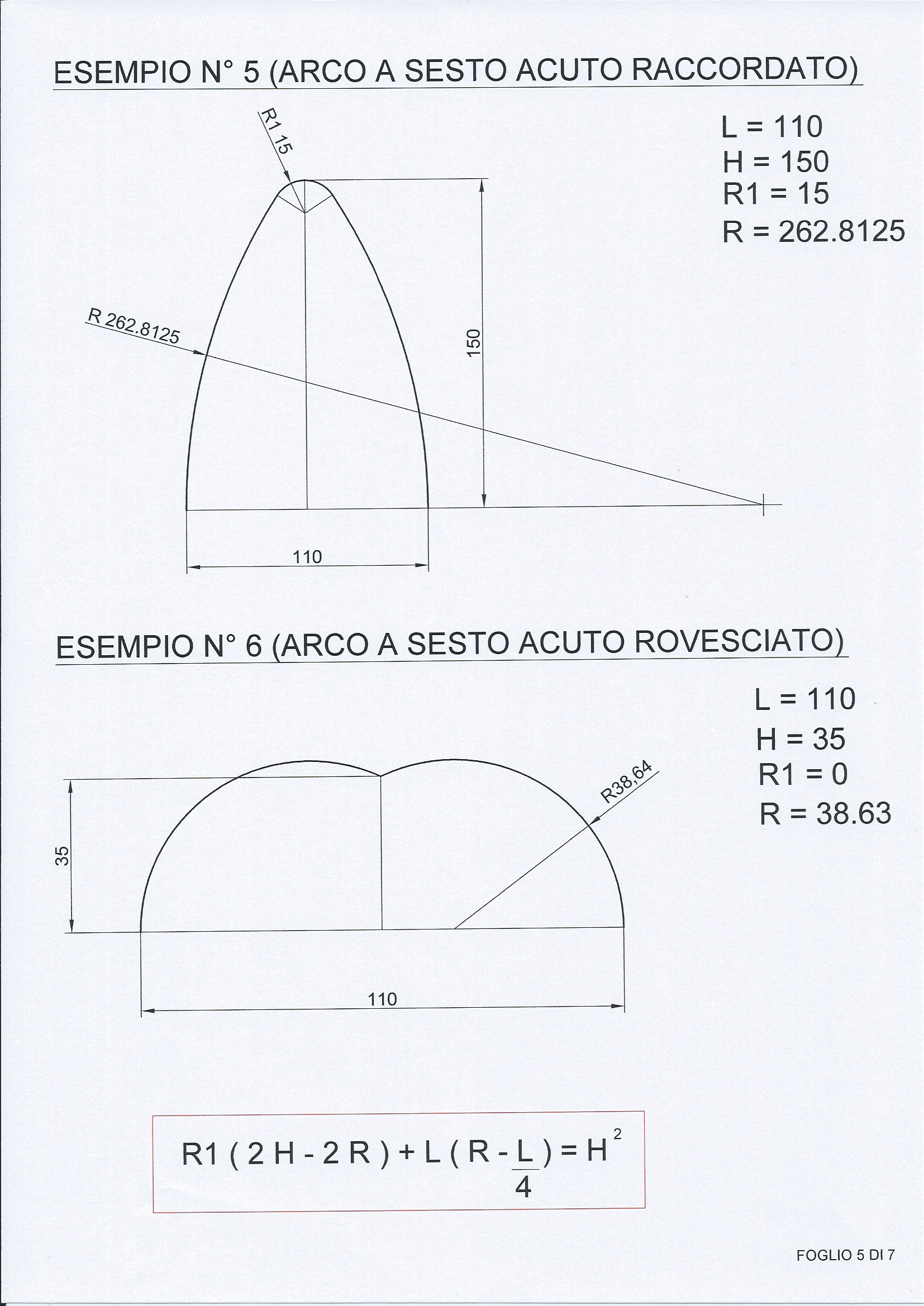
Esempio 5 e 6
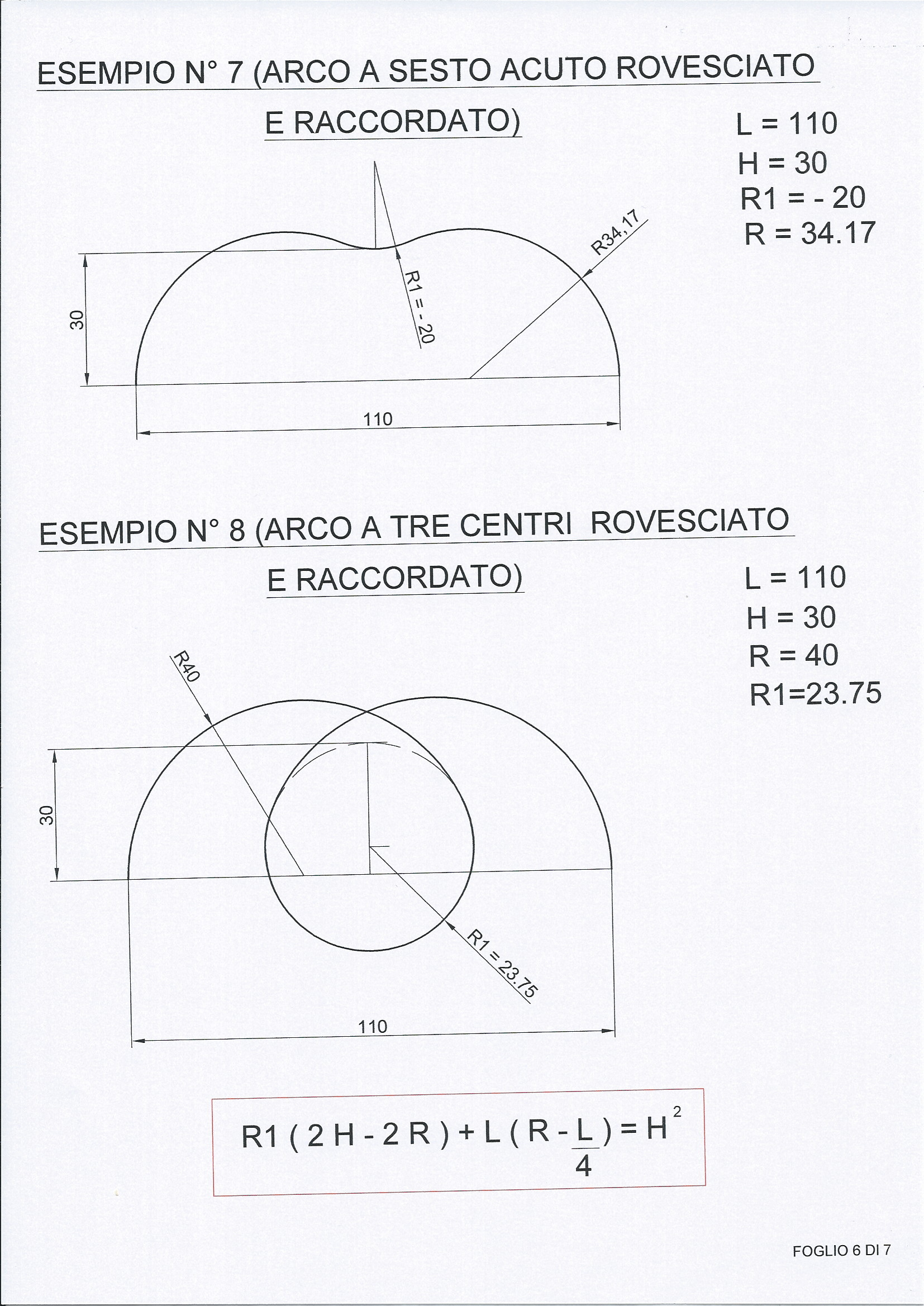
Esempio 7 e 8
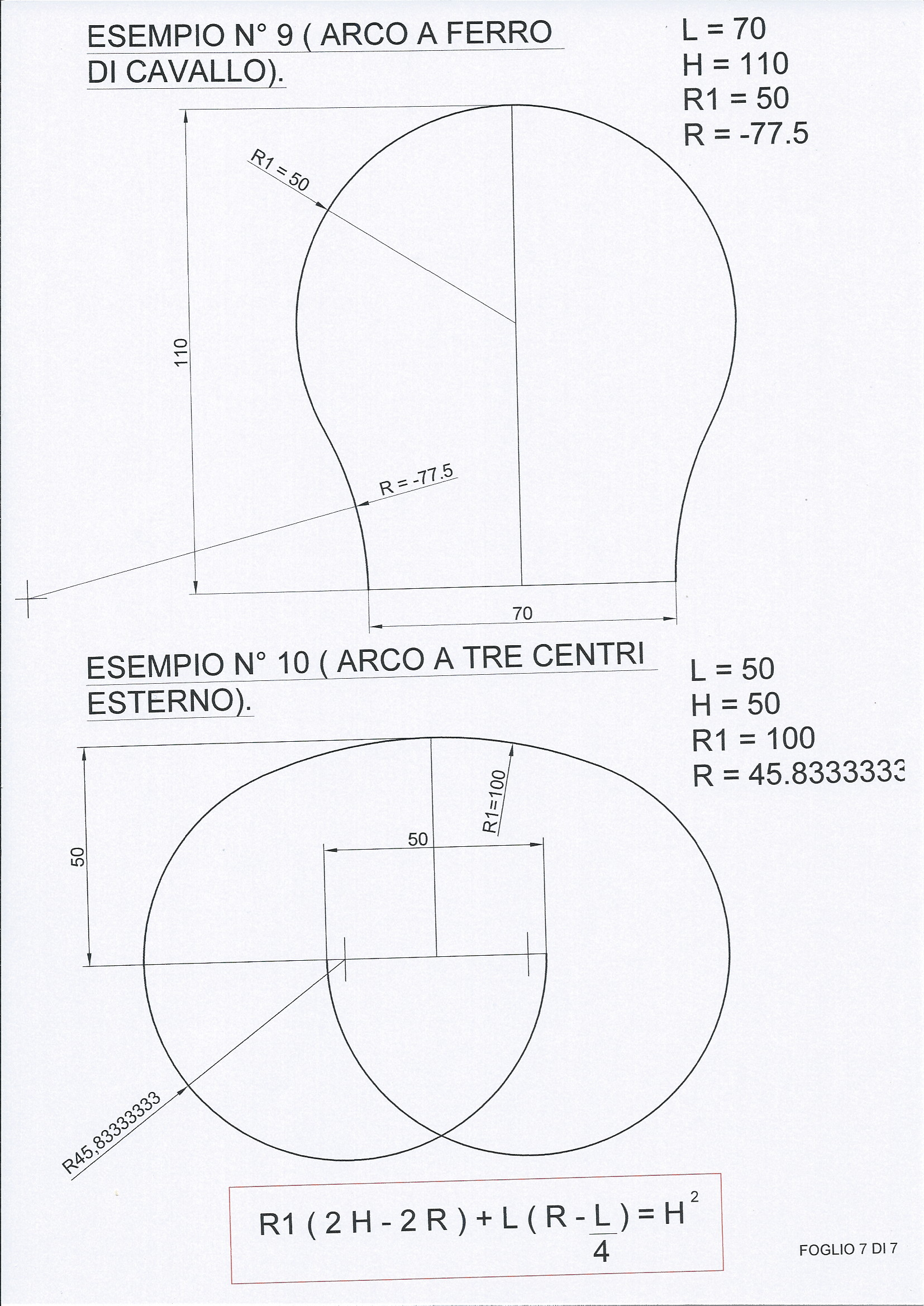
Esempio 9 e 10

### Altre forme assimilabili
- Arco a mensola o finto arco: si tratta di lunghe pietre appoggiate orizzontalmente l'una sull'altra e tagliate in modo da creare un'apertura curvilinea; ha la forma dell'arco ma non ha le stesse caratteristiche statiche dell'arco.
- Piattabanda: è una sezione di forma rettangolare presa su un archivolto, o può essere definita come il limite estremo dell'arco ribassato; non è un arco perché non ha un andamento curvilineo, anzi assomiglia più a un architrave, ma ha le stesse proprietà dell'arco: giunti concentrici, spinte laterali, ecc.

## Arco armato
La tecnica dell'arco armato a cavi post-tesati è una procedura recente, che consente il ripristino e il consolidamento di vecchi manufatti esistenti, aumentando fino ad un fattore 3 il massimo carico di rottura sopportabile dalla struttura.
Questa procedura sostituisce la vecchia prassi della posa di calcestruzzo armato sull'estradosso con il pregio della reversibilità oltre quello della durata e del migliore risultato sismico complessivo.
Attraverso la posa di cavi in acciaio inossidabile sull'estradosso, stabilmente ancorati nei piedritti ai lati dell'arco (le pile nel caso di un ponte), successivamente messi in tensione con dei tenditori, si ha un aumento delle tensioni tra le sezioni, ottenendo un aumento della stabilità della struttura impedendo la formazione di cerniere che ne provocherebbero il collasso.

## Progetto e verifica

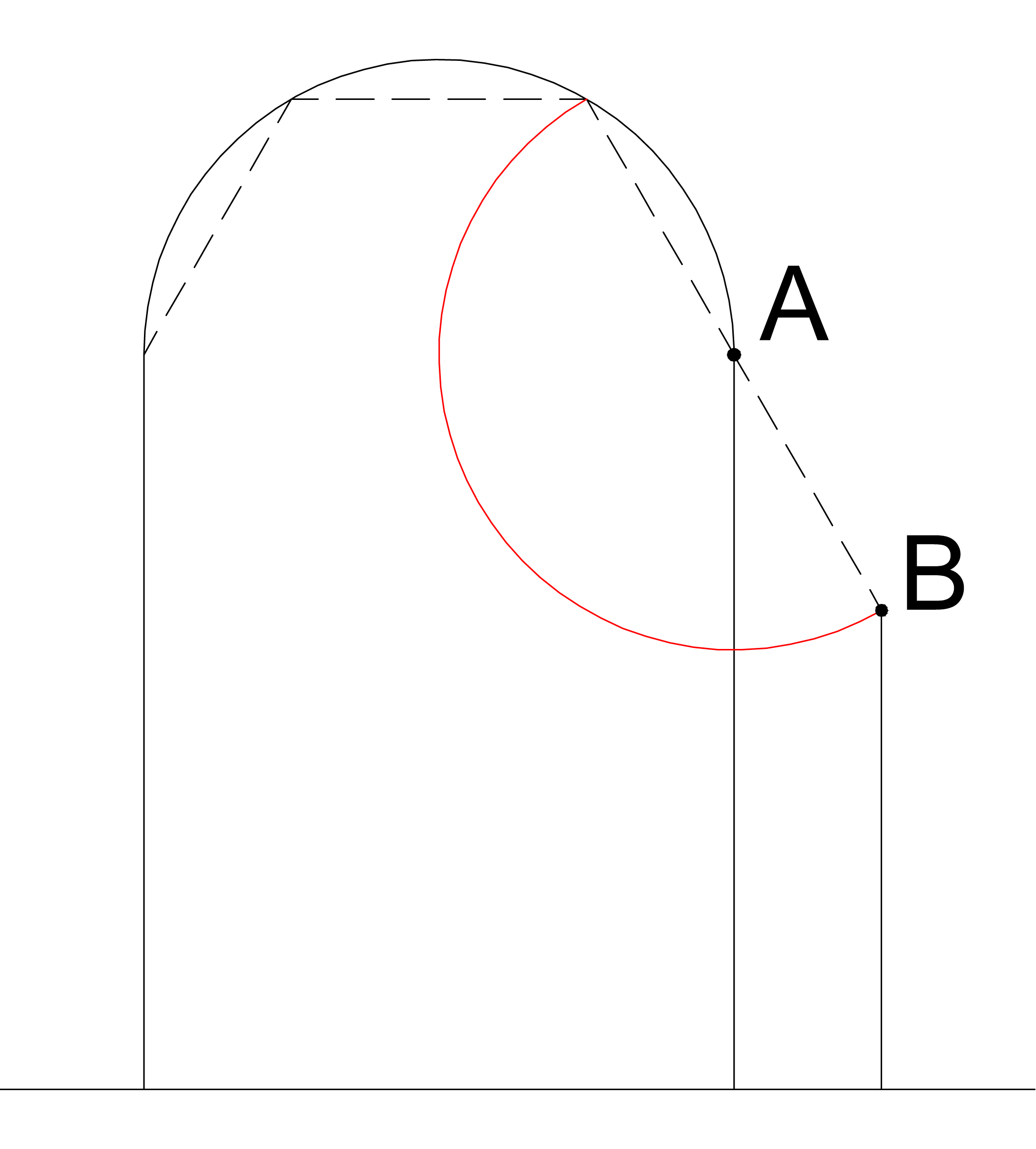
Dimensionamento del piedritto con le regole dell'arte

L'arco è costruito con materiali altamente resistenti a compressione ma scarsamente a trazione, come la pietra o il mattone. Quindi deve essere pensato perché sia sempre compresso; infatti può venire realizzato anche a secco, senza la presenza di malta tra i vari conci. Il progetto di dimensionamento con tecniche analitiche iniziò solo nel XVIII secolo; prima si usavano le regole dell'arte, che trasmettevano l'esperienza da una  generazione all'altra ed erano  basate su standard altamente cautelativi. 

### Regole dell'arte
Tali regole potevano essere geometriche o proporzionali. Ad esempio Leon Battista Alberti proponeva lo spessore dell'arco pari ad 1/15 della luce dei piedritti. Giovanni Curioni consigliava nei palazzi di proporzionare lo spessore dell'arco in base alla freccia di questo, partendo da realizzarle ad 1/7 fino ad arrivare ad 1/10 della luce; inoltre consigliava di mettere le volte più ribassate nei piani più bassi.
Per il calcolo della dimensione minima del piedritto con le regole dell'arte le fasi possono essere così descritte:
1. Dividere l'arco in 3 frecce di uguale lunghezza.
2. Prendere una corda laterale ed estenderla verso il terreno.
3. Con centro in 'A' tracciare un arco di raggio pari alla freccia finché non si incontra in 'B' il prolungamento della freccia.
4. Tracciare la perpendicolare al terreno partendo da tale punto trovato; la larghezza trovata sarà la dimensione minima che il piedritto dovrà avere.

### Metodi analitici

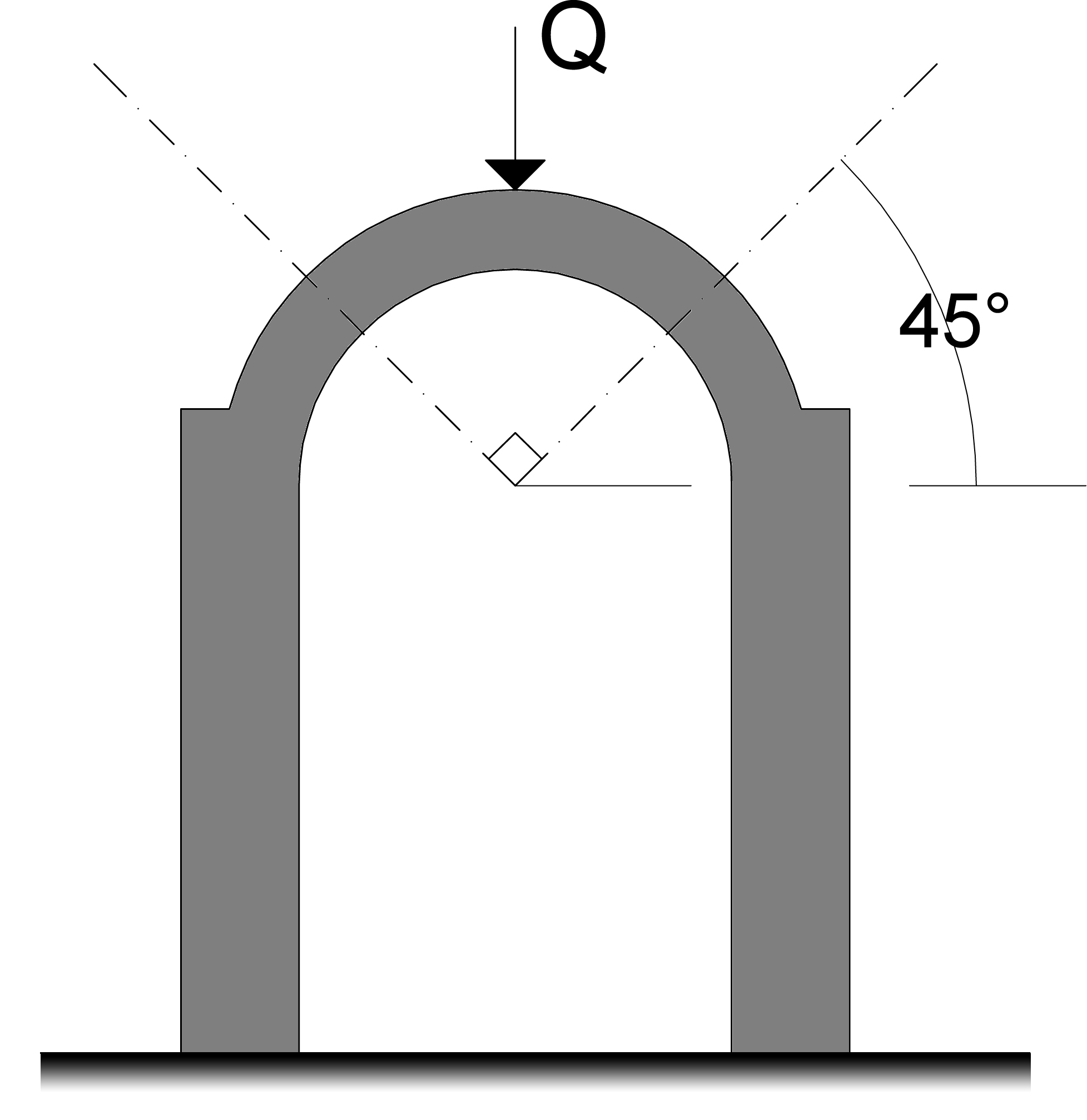
Divisione dell'arco in 3 parti con angoli di 45° caricato da un carico 'Q' sul cervello della volta

Tali metodi sono basati principalmente su dei procedimenti grafici, questo è motivato dal fatto che ai tempi i cui sono stati pensati e scritti, gli strumenti per il calcolo vero e proprio erano ancora basati sul conto a mano, che quindi certi procedimenti analitici potevano risultare complessi. Questi sistemi innovativi hanno fatto passare la filosofia da metodi ampiamente cautelativi a metodi più precisi. Nel XVIII secolo si propongono in ambiti accademici i primi sistemi nei quali si teorizza il sistema arco-piedritto. Questa prima ipotesi consisteva nel pensare l'arco come diviso in 3 parti, come linee di sezioni venivano usate due linee che partivano dal centro dell'arco al livello della linea d'imposta, partendo a 45° tagliavano l'arco. Questo ipotizzava un meccanismo labile, nella quale il collasso avveniva con lo scivolamento della parte alte verso il basso e l'apertura dei piedritti verso l'esterno.
La verifica di tale struttura parte dal considerare i pesi sopra l'arco agenti in maniera concentrata nel cervello della volta, che era la risultante delle forze del solaio. Questa forza viene suddivisa in due parti, per la simmetria dell'arco, ed ogni metà deve reggere la sua parte, fino all'angolo di 45°. La muratura dell'arco, divisa in singoli conci, uniti da malta, veniva considerata come un pezzo monolitico, cioè come un corpo rigido. Si procedeva con il calcolo del momento ribaltante del piedritto. Le teorie maggiormente discusse all'epoca erano quelle di De Belidor e di De La Hire. La differenza principale tra i due è che mentre il primo considera la forza come applicata a metà della sezione, De La Hire la considera applicata al lembo inferiore della sezione.
Lorenzo Mascheroni pochi anni dopo amplia questa teoria, considerando l'arco formato da 5 cerniere.

## Esempi

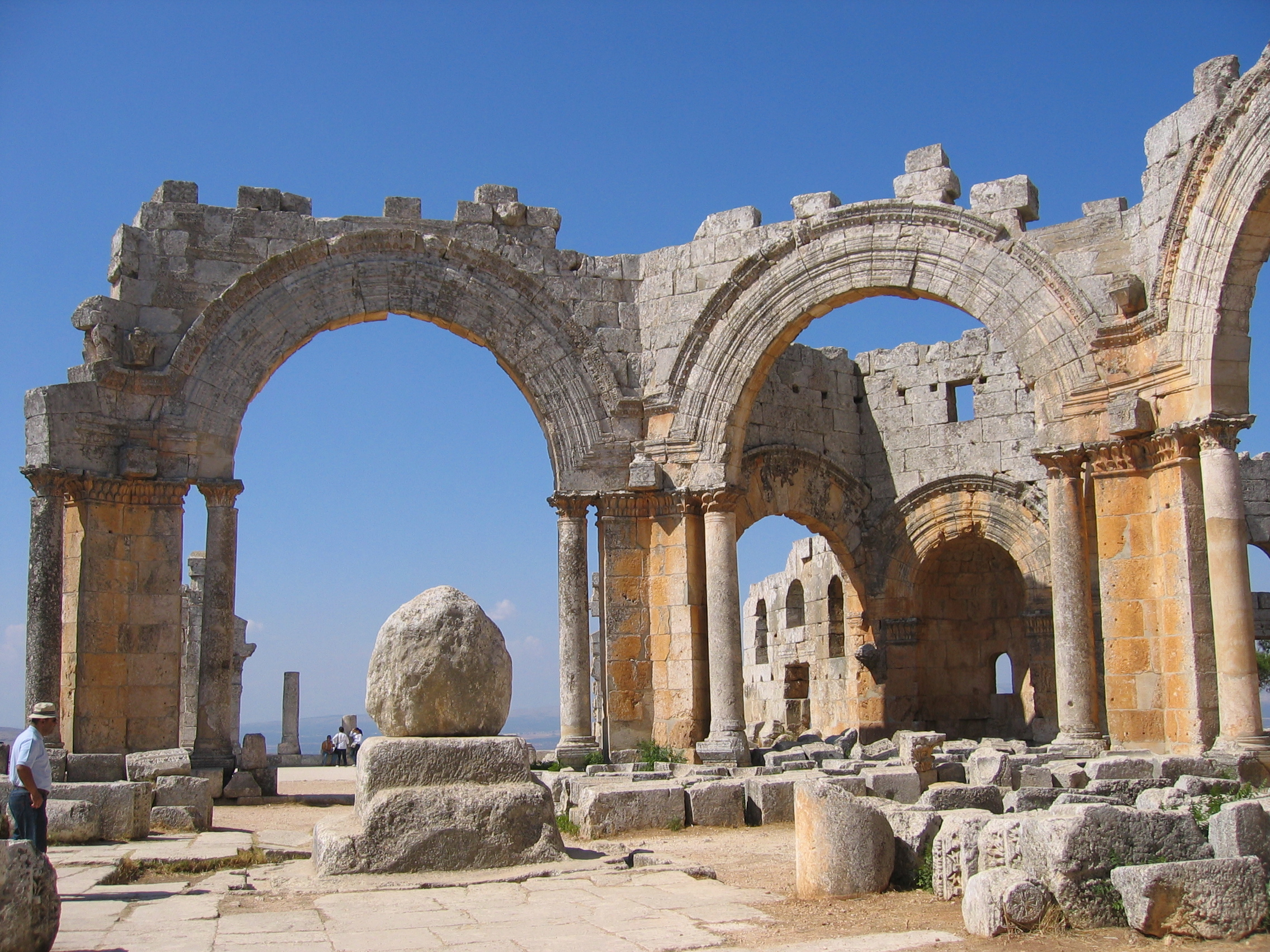
Archi a tutto sesto nella basilica di San Simeone, Siria
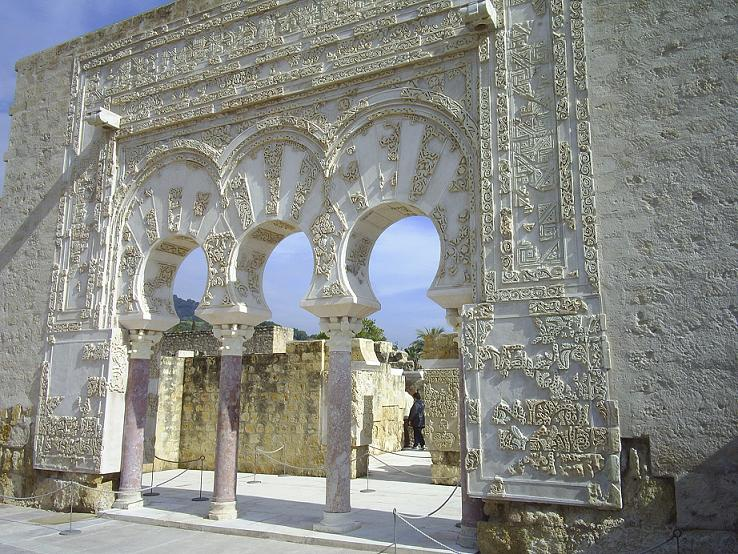
Archi a ferro di cavallo nella Puerta del primer ministro, Cordova
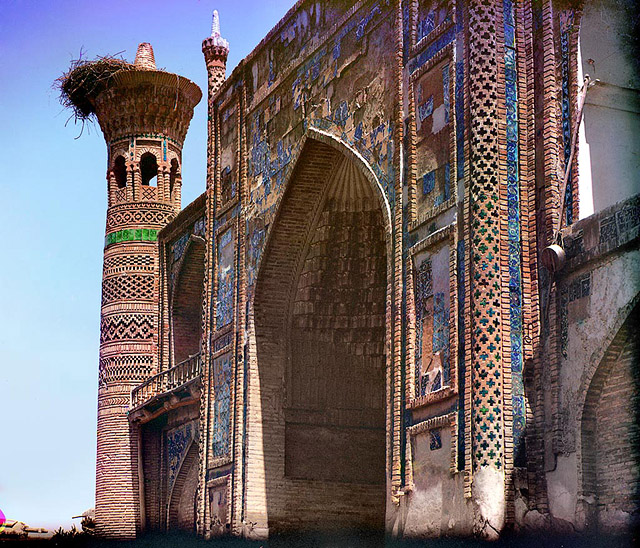
Nicchia con arco ogivale, Samarcanda
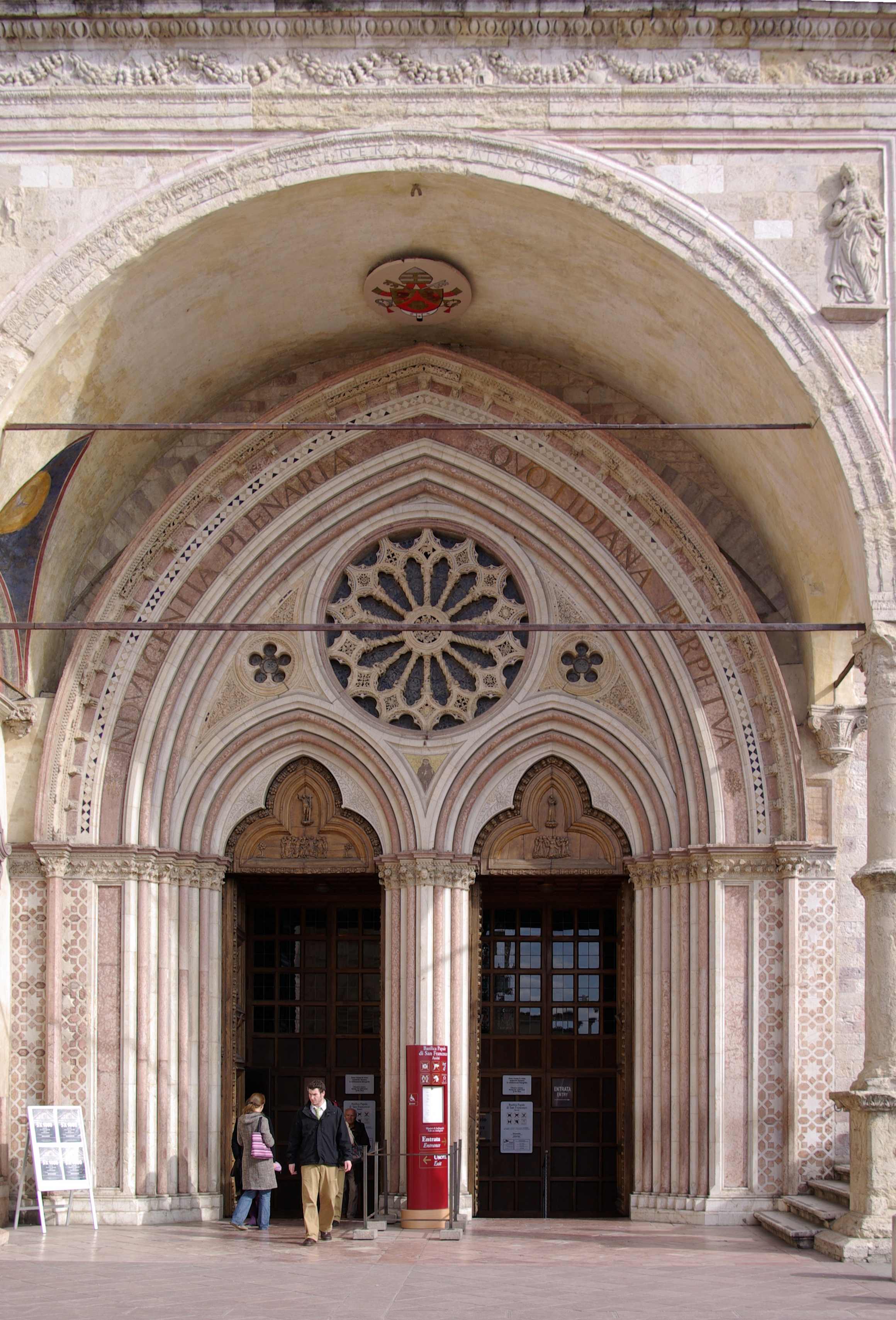
Archi trilobati nel portale della Basilica di San Francesco, Assisi
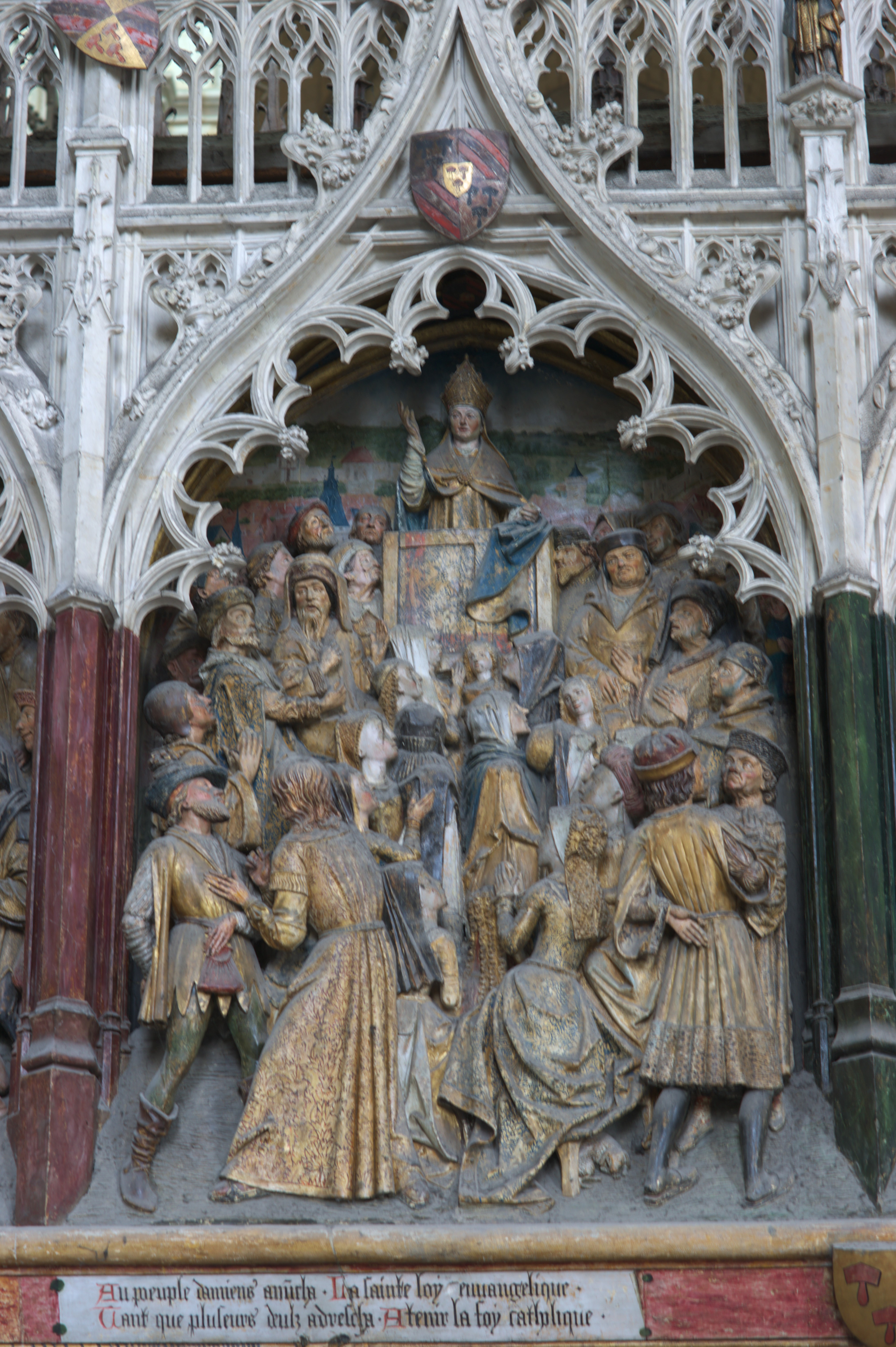
Arco polilobato della Cattedrale di Amiens
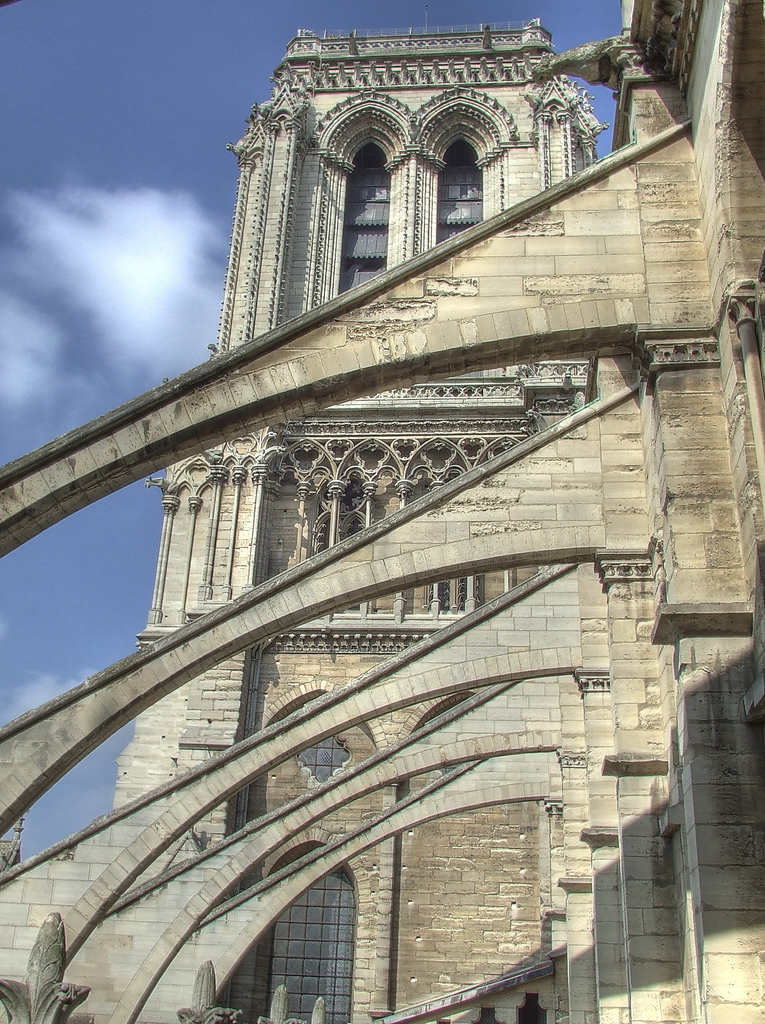
Archi rampanti nella Notre-Dame, Parigi
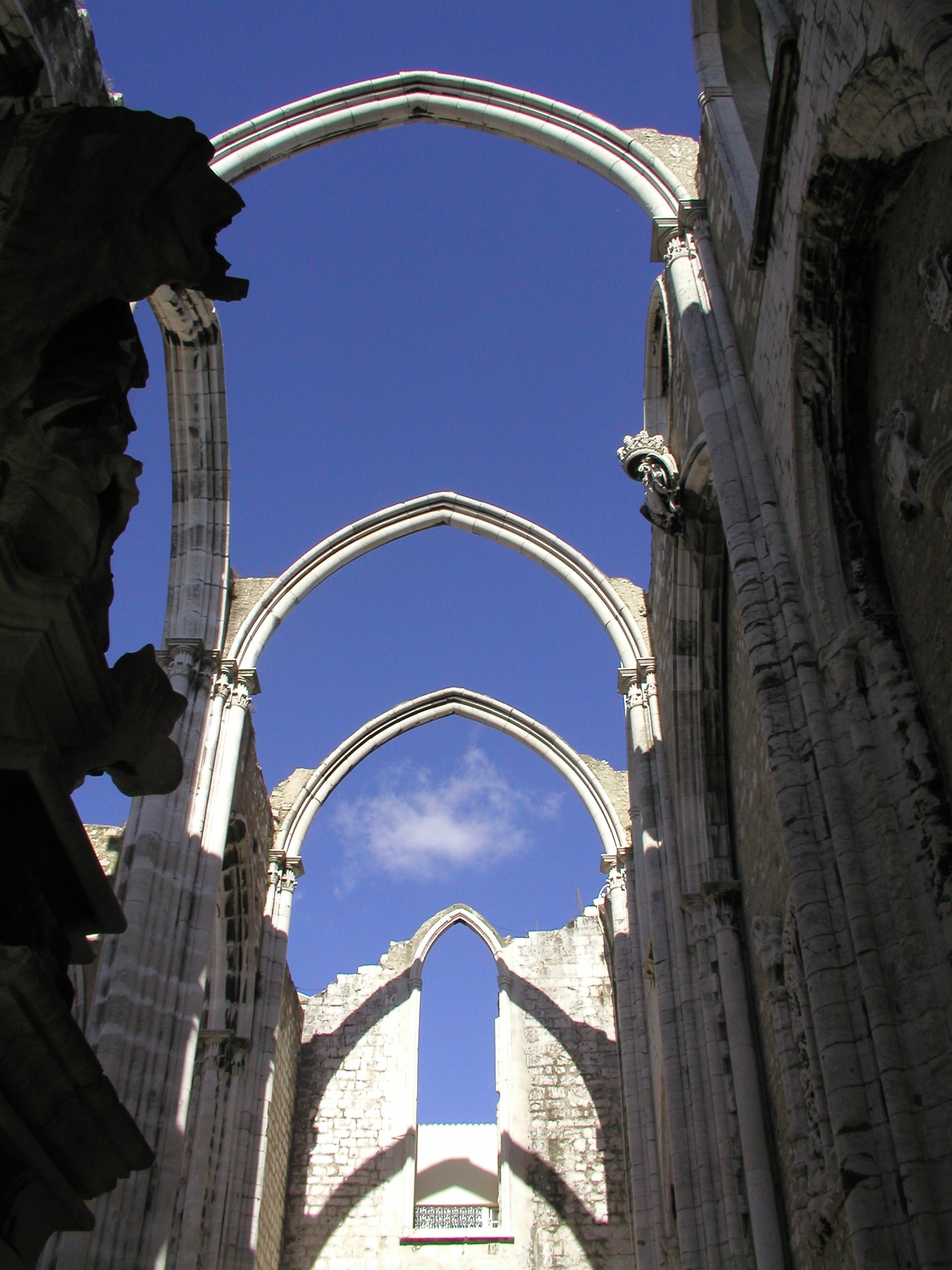
Archi ogivali nel convento do Carmo, Lisbona
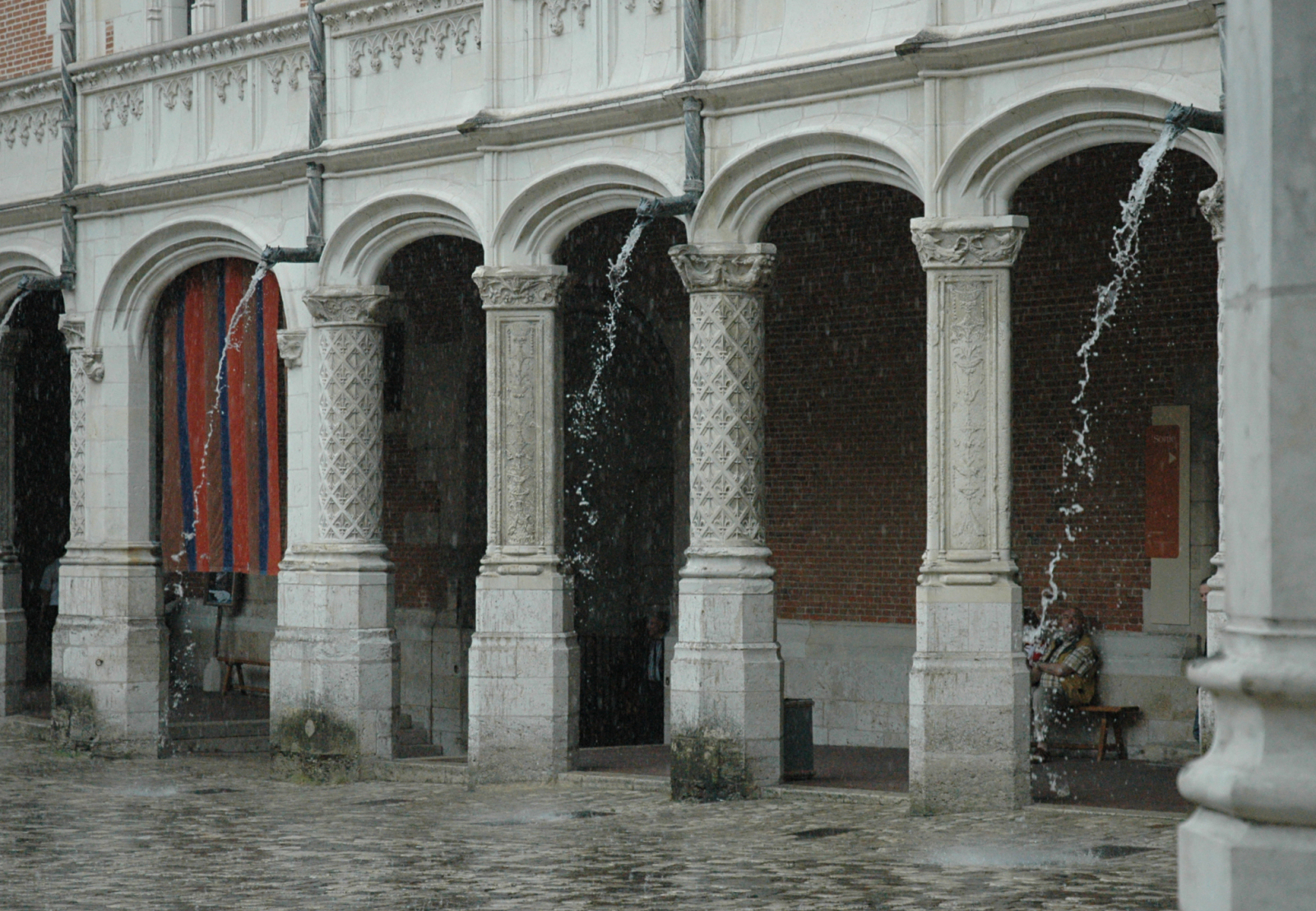
Archi ribassati nel Castello di Blois
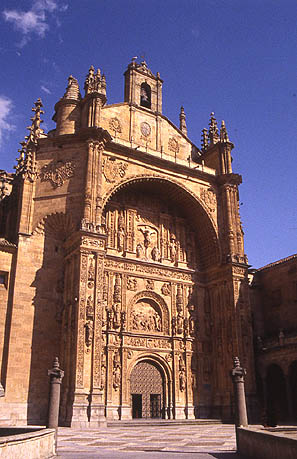
Facciata del Convento di Santo Stefano di Salamanca
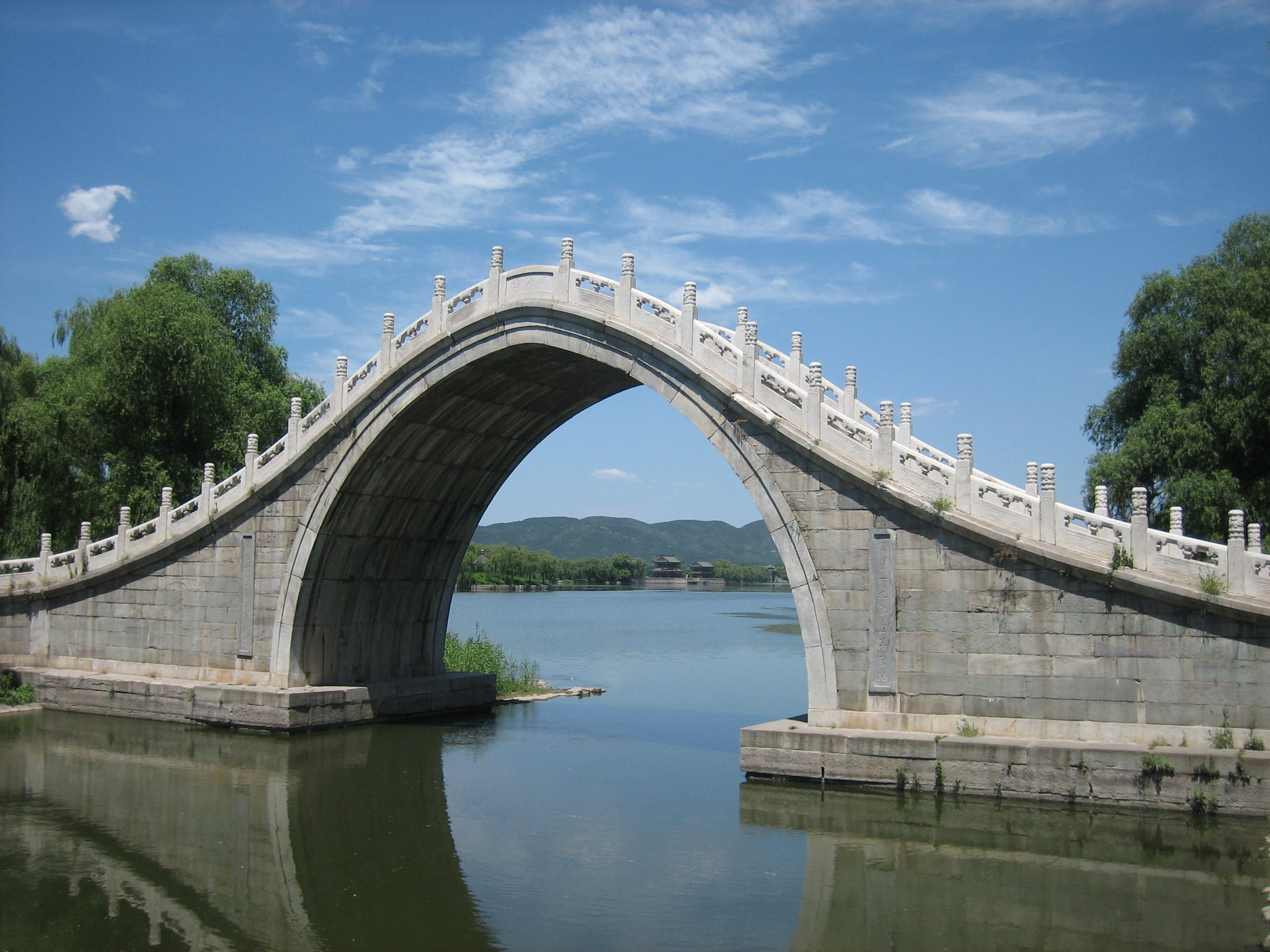
Ponte di Gaoliang, Cina
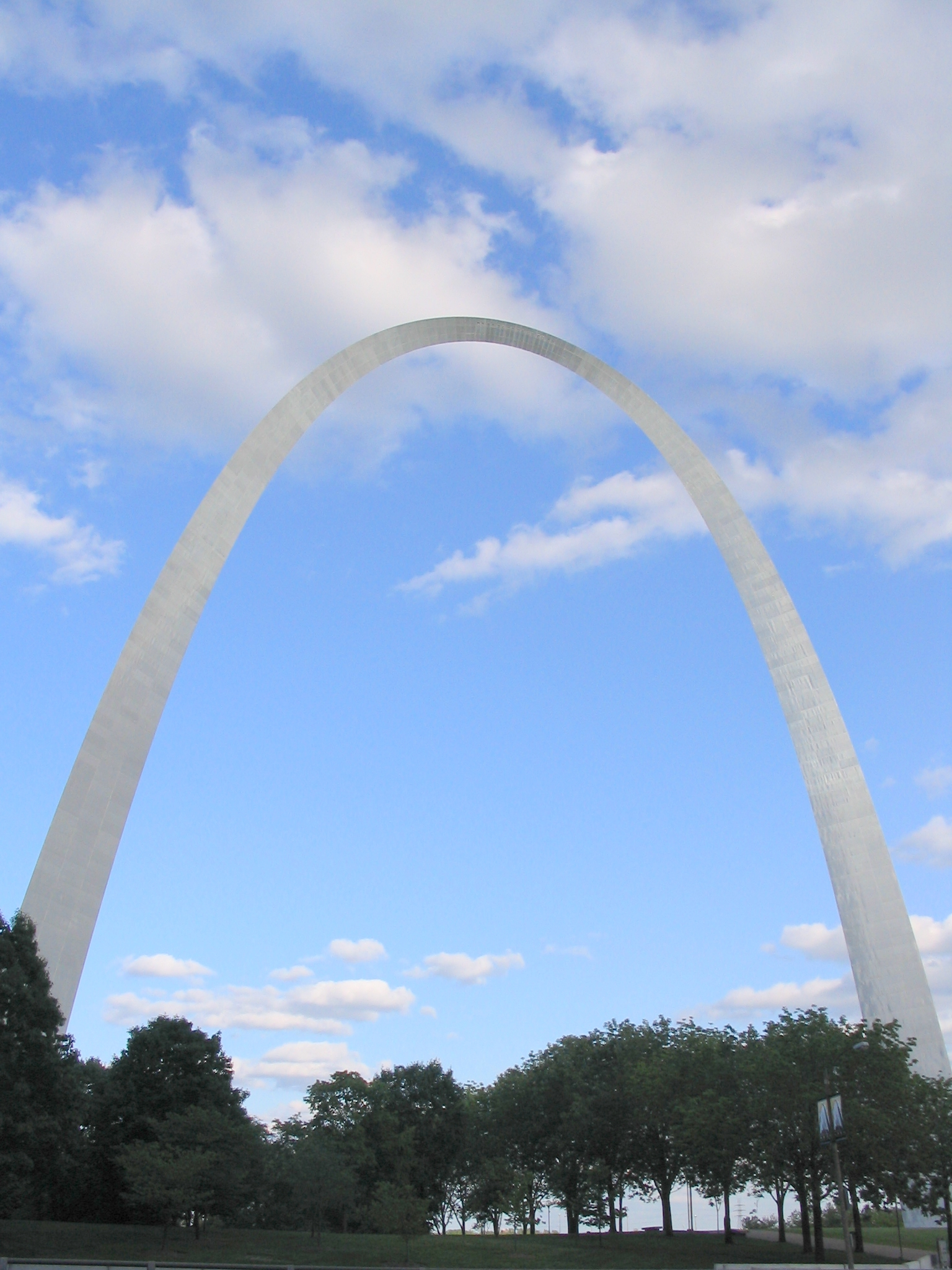
Arco parabolico, Saint Louis Gateway Arch
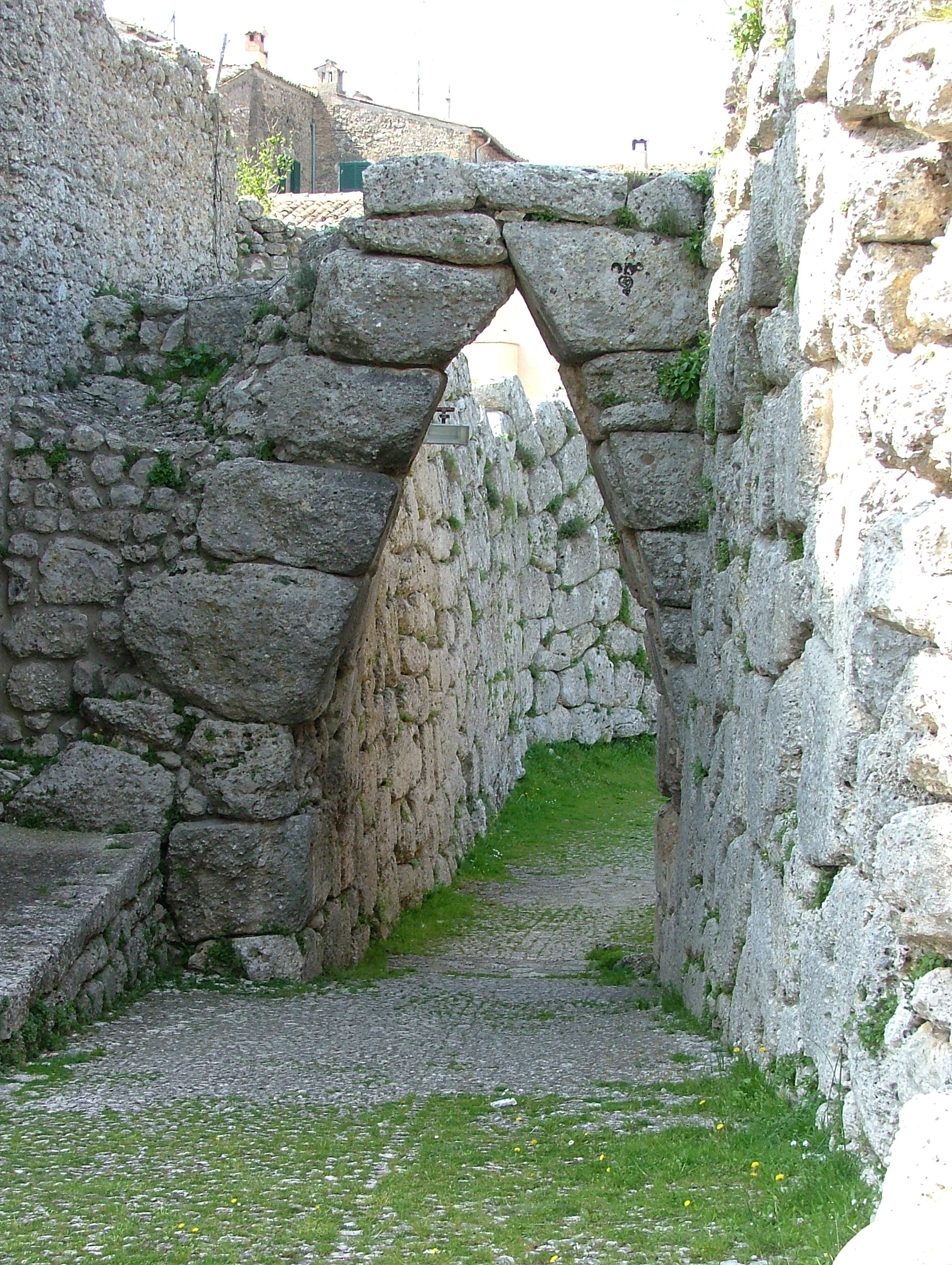
Falso arco (sovrapposizione di pietre), mura poligonali di Arpino
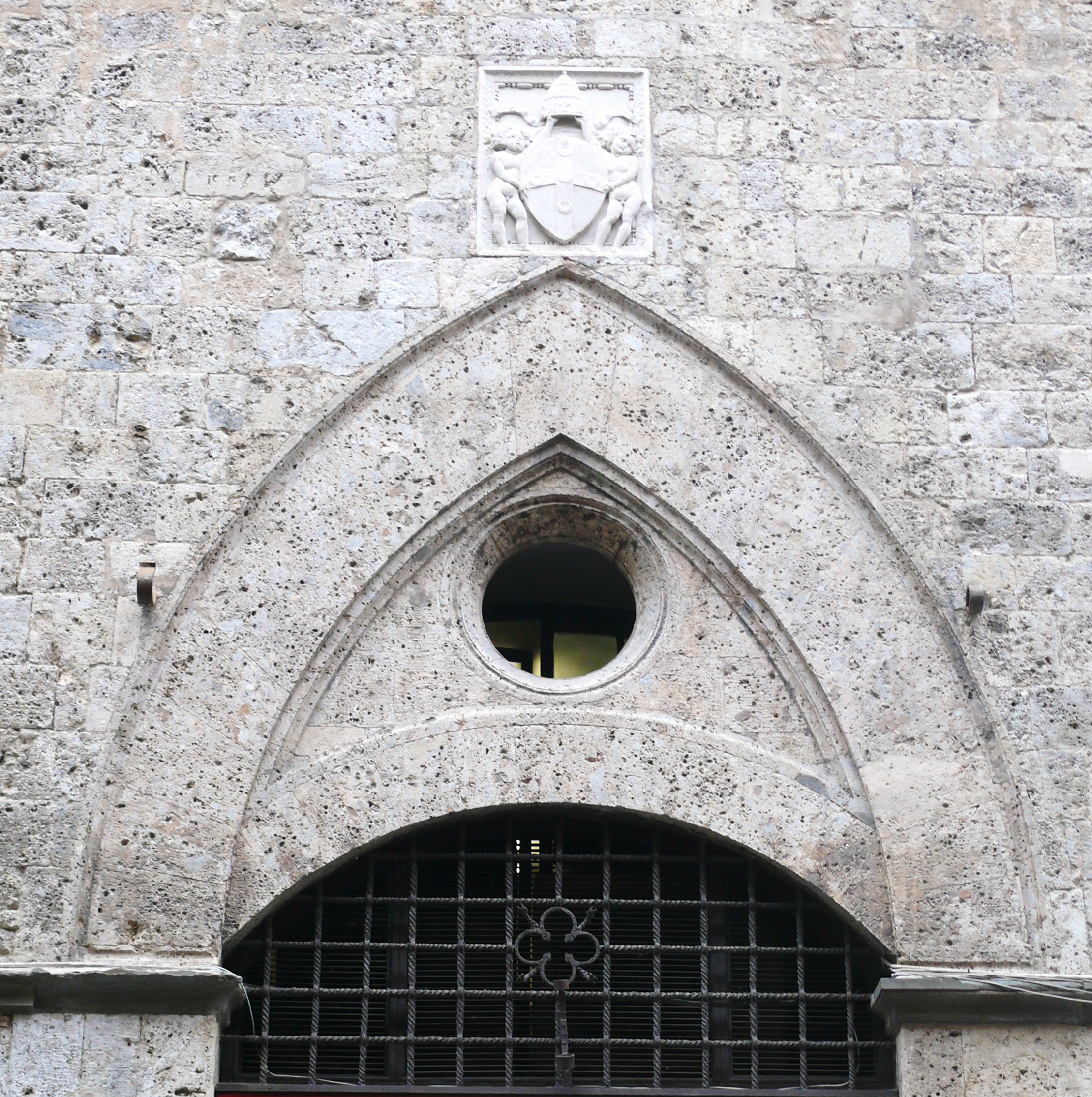
Arco senese, tipo di arco composto da un arco a sesto ribassato e un arco a sesto acuto.